# Parti des travailleurs du Kurdistan
Pour les articles homonymes, voir Armée de libération et Pembinaan Kesejahteraan Keluarga.
Ne doit pas être confondu avec Parti des travailleurs (Turquie) ou Parti des travailleurs de Turquie.
Le Parti des travailleurs du Kurdistan ou PKK est une organisation politique kurde militante et un mouvement armé de guérilla qui opère historiquement dans tout le Kurdistan, puis principalement dans les régions montagneuses à majorité kurde du sud-est de la Turquie et du nord de l'Irak. À partir de 1984, le PKK est impliqué dans la guerre asymétrique du conflit turco-kurde (avec plusieurs cessez-le-feu entre 1993 et 2013-2015). Bien que le PKK ait initialement cherché à créer un État kurde indépendant, son programme officiel a évolué dans les années 1990 et réclame depuis l'autonomie et davantage de droits politiques et culturels pour les Kurdes.
Le PKK est désigné comme une organisation terroriste par la Turquie, les États-Unis, l'Union européenne, et certains autres pays,; cependant, la désignation du PKK comme organisation terroriste est controversée pour certains analystes et organisations, qui estiment que le PKK ne mène plus d'activités terroristes organisées ou ne vise plus systématiquement les civils,,,,,. Cependant, cette opinion est devenue controversée après 2016, lorsque le PKK a repris ses activités terroristes,. La Turquie a souvent caractérisé la revendication en faveur de la langue kurde dans l'enseignement comme un soutien aux activités terroristes du PKK,,. En 2008 et 2018, la Cour de justice de l'Union européenne a jugé que le PKK avait été classé comme organisation terroriste sans procédure régulière,. Néanmoins, l'UE a maintenu cette désignation.
L'idéologie du PKK était à l'origine une fusion du socialisme révolutionnaire et du marxisme-léninisme avec le nationalisme kurde, et avait pour but de créer un Kurdistan indépendant. Le PKK a été formé en réaction à la répression des Kurdes en Turquie, et pour établir des droits linguistiques, culturels et politiques pour la minorité kurde. À la suite du coup d'État de 1980, la langue kurde a été officiellement interdite dans la vie publique et privée. De nombreuses personnes qui parlaient, publiaient ou chantaient en kurde ont été arrêtées et emprisonnées. Le gouvernement turc a nié l'existence des Kurdes et le PKK a été dépeint comme cherchant à convaincre les Turcs d'être Kurdes.
Le PKK est impliqué dans des affrontements armés avec les forces de sécurité turques depuis 1979, mais l'insurrection à grande échelle n'a commencé que le 15 août 1984, lorsque le PKK a annoncé un soulèvement kurde. Depuis le début du conflit, plus de 40 000 personnes sont mortes, la plupart étant des civils kurdes,. En 1999, le leader du PKK, Abdullah Öcalan, a été capturé et emprisonné (grâce à l'aide d'Israël). En mai 2007, des membres actuels et anciens du PKK ont créé l'Union des communautés du Kurdistan (KCK), une organisation-cadre regroupant diverses organisations kurdes en Turquie, en Irak, en Iran et en Kurdistan syrien. En 2013, le PKK a déclaré un cessez-le-feu et a commencé à retirer lentement ses combattants vers le Kurdistan irakien dans le cadre d'un processus de paix (en) avec l'État turc. Le cessez-le-feu a été rompu en juillet 2015. Le PKK et l'État turc ont tous deux été accusés de recourir à des tactiques terroristes et de viser des civils. Le PKK a bombardé des centres urbains et recruté des enfants soldats,,, tandis que la Turquie a dépeuplé et incendié des milliers de villages kurdes et massacré des civils kurdes pour tenter d'éliminer les militants du PKK.
Le 27 février 2025, Abdullah Öcalan, fondateur et dirigeant du PKK, emprisonné en Turquie, appelle à la fin de la lutte armée et à la dissolution du groupe,. Le 1er mars, le PKK répond favorablement à l'annonce d'Öcalan et annonce un cessez-le-feu immédiat avec les forces armées turques. 
Le PKK prononce sa dissolution et la fin de la lutte armée le 12 mai 2025, dans une déclaration officielle publiée par l'agence prokurde Firat News Agency (ANF),.

## Contexte
À la suite du coup d'État militaire de 1971, de nombreux militants de la gauche révolutionnaire ont été privés de toute visibilité publique. Des mouvements comme l'Armée de libération du peuple de Turquie (THKO) ou le Parti communiste de Turquie/marxiste-léniniste (TKP-ML) ont été réprimés et interdits. Par la suite, plusieurs des acteurs politiques restants de la gauche turque se sont organisés en dehors de la sphère publique, notamment dans des dortoirs universitaires ou lors de réunions dans des appartements partagés. En 1972-1973, le groupe idéologique central de l'organisation était principalement composé d'étudiants dirigés par Abdullah Öcalan (« Apo ») à Ankara, qui se sont fait connaître sous le nom de Révolutionnaires du Kurdistan. Le nouveau groupe s'est concentré sur la population kurde opprimée du Kurdistan turc dans un monde capitaliste. En 1973, plusieurs étudiants, qui allaient plus tard devenir les fondateurs du PKK, ont créé l'organisation étudiante Ankara Democratic Association of Higher Education (tr) (ADYÖD), qui serait interdite l'année suivante. Par la suite, un groupe autour d'Öcalan s'est séparé de la gauche turque et a tenu des discussions approfondies en se concentrant sur la colonisation du Kurdistan par la Turquie. Après le coup d'État militaire de 1980, la langue kurde a été officiellement interdite dans la vie publique et privée. De nombreuses personnes qui parlaient, publiaient ou chantaient en kurde ont été arrêtées et emprisonnées. À cette époque, les expressions de la culture kurde, y compris l'usage de la langue kurde, les vêtements, le folklore et les noms, étaient interdits en Turquie. Dans une tentative de nier leur existence distincte des Turcs, le gouvernement turc a catégorisé les Kurdes comme des "Turcs des montagnes" jusqu'en 1991,,,. Le PKK a alors été formé, dans le cadre d'un mécontentement croissant face à la répression des Kurdes en Turquie, dans un effort pour établir des droits linguistiques, culturels et politiques pour la minorité kurde de Turquie.
Après plusieurs années de préparation, le Parti des travailleurs du Kurdistan a été fondé lors d'un congrès de fondation les 26 et 27 novembre 1978 dans le village rural de Fîs. Le 27 novembre 1978, un comité central composé de sept personnes a été élu, avec Abdullah Öcalan à sa tête. Les autres membres étaient : Şahin Dönmez, Mazlum Doğan, Baki Karer, Mehmet Hayri Durmuş (ku), Mehmet Karasungur (tr), Cemil Bayık. Le programme du parti, Kürdistan Devrimci Yolu, s'inspirait du marxisme et voyait le Kurdistan comme une entité colonisée. Initialement, le PKK a dissimulé son existence et n'a annoncé publiquement sa présence qu'à travers un coup de propagande lorsqu'il a tenté d'assassiner un politicien du Parti de la justice, Mehmet Celal Bucak, en juillet 1979. Bucak était un chef tribal kurde accusé par le PKK d'exploiter les paysans et de collaborer avec l'État turc pour opprimer les Kurdes.

## Drapeaux
Voici les drapeaux du Parti des travailleurs du Kurdistan (PKK) et de quelques organisations proches.

Drapeau du PKK de 1978 à 1995.
Drapeau du PKK de 1995 à 2000.
Drapeau du PKK de 2000 à 2002, repris par le KADEK (2002-2003).
Drapeau de l'ERNK entre 1986 et 2000, repris par le PKK à partir de 2004.
Drapeau du KCK (2007, 2005 sous le nom de KKK).
Drapeau du KGK (2003).

## Histoire

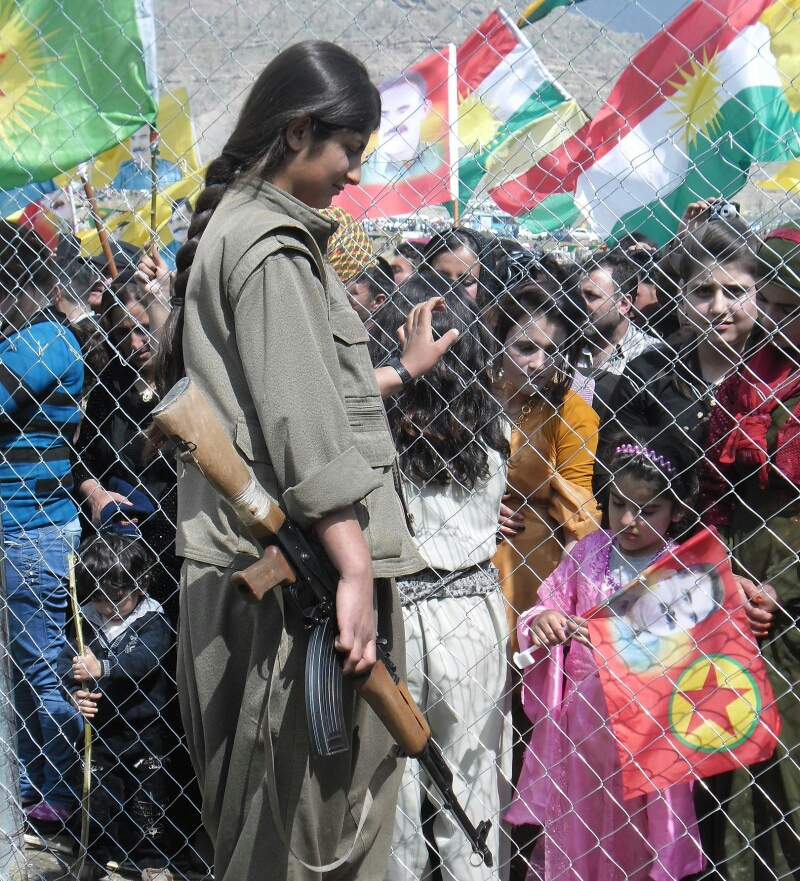
Combattante du PKK dans les montagnes de Qandil, en Irak, lors des célébrations de Newroz, le 23 mars 2014.

### Contexte

#### La république turque
La Turquie moderne, lors de sa création en 1923, s'est bâtie sur le déni de l'existence d'une nation kurde au sein de ses frontières. Ce déni a pour conséquence l’émergence de mouvements de résistance et de rébellion, comme les révoltes de Koçgiri (1920-1921), du Cheikh Saïd de Pîran (1925), du mont Ararat (1927-1930), menée par la ligue Khoybûn, ou du Dersim (1936-1938).
Les gouvernements turcs mettent en œuvre dans tout le pays une politique d'assimilation forcée, combinant l'interdiction de l'usage de la langue kurde en public, des déplacements de populations et des mesures de répression. L'anéantissement sanglant de la révolte de Dersim en 1938 sonne la fin de la série des soulèvements kurdes au Kurdistan turc des années 1920-1930e.

#### Un lent réveil
Une des particularités du Kurdistan de Turquie est que, contrairement au Kurdistan iranien et au Kurdistan irakien, les élites nationalistes kurdes ont été quasiment éradiquées par la République kémaliste. En Turquie, à part le mouvement Azadî et le Khoybûn, aucune expérience sérieuse de parti politique n'a pu naître entre 1923 et 1938. Surtout, aucune formation kurde ne survit à la seconde guerre mondiale. La fin de la révolte de Dêrsim a marqué le début d'une longue période de silence, qui dure jusqu'à la fin des années 1950, lorsqu'un renouveau des revendications kurdes voit petit à petit le jour dans les villes du Kurdistan de Turquie. Au début de l'automne 1958, un groupe d’intellectuels de Diyarbakir lance un petit journal quotidien, Ileri Yurt (Le pays avancé). Ce journal paraît en turc et se borne à souligner le sous-développement économique de l'Est, le manque d’infrastructures, d’hôpitaux ou de routes. Cette publication semble déjà inquiéter les autorités, qui l'interdisent en décembre 1959, en même temps qu'elles font arrêter cinquante personnes accusées d'être des « kurdistes » (« Kürtçü »). Le coup d'État militaire du 27 mai 1960, même s'il n'est officiellement pas motivé par la question kurde, n'est pas en reste : l'une des premières mesures prises par le « comité d’union nationale » formé par les putschistes est l'internement de 485 intellectuels et notables kurdes dans un camp à Sivas. De plus, l'amnistie générale, décrétée en 1961, exclut les 49 détenus kurdes. L'un des premiers décrets du même comité porte sur la « turquification des noms des villes et villages kurdes ».

#### L'influence du mouvement national kurde en Irak
Au cours de la même période, le Kurdistan d'Irak est secoué par un conflit d'abord latent, puis ouvert, entre le pouvoir de Bagdad et le mouvement national kurde mené par Mustafa Barzanî et le Parti démocratique du Kurdistan. Il inspire rapidement les Kurdes du Nord et, en 1965 naît, un Parti démocratique du Kurdistan de Turquie (TKDP) . Il est fondé par un avocat d'Urfa, Faik Bucak (qui sera assassiné en 1966 par la police turque), et par un comptable de Diyarbakir, Saït Elçi (tué en 1971 au Kurdistan d'Irak dans des circonstances mystérieuses). En 1969, le Parti démocratique du Kurdistan de Turquie connaît une scission. Les éléments radicaux, menés par le médecin Sait Kırmızıtoprak, surnommé « Doktor Şivan » fondent le Parti démocratique du Kurdistan en Turquie (T-KDP, Türkiye’de Kürdistan Demokrat Partisi). Le nom de la nouvelle organisation est choisi pour souligner son objectif : l'indépendance de tout le Kurdistan. Le T-KDP crée même un camp de formation en Irak. Mais, à la suite d'obscures accusations concernant l'assassinat de Saït Elçi, le « Doktor Şivan » et ses deux lieutenants sont éliminés par le TKDP,,.
Les revendications d'essence simplement culturelle se heurtent elles aussi à nouveau à la répression, avec des arrestations massives d'étudiants et d'intellectuels kurdes, ainsi que le renouvellement des interdictions de publier et de s'exprimer en langue kurde. C'est dans ce contexte qu'une vague de manifestations se déroule en 1967. Ce mouvement amène la création de plusieurs associations culturelles kurdes l'année suivante.
Dès 1966, le gouvernement turc, alarmé par la timide résurgence du mouvement national kurde, met sur pieds des unités de « commandos », qui ratissent d'un bout à l'autre le Kurdistan de Turquie, pour intimider les paysans et les mettre en garde contre toute velléité de prendre exemple sur les Kurdes d'Irak. Un des exemples les plus connus de ces « opérations commandos » se déroule dans la nuit du 8 avril 1970 à Silvan. 2 000 gendarmes et soldats des forces spéciales, appuyés par des blindés et des hélicoptères pénètrent dans la petite ville en mettant à sac les maisons sous prétexte de perquisitions. Tous les 3 114 hommes de la ville sont rassemblés hors de la ville et tabassés. Des opérations similaires ont lieu à Bingöl, Batman, Tatvan et dans de nombreux villages.

#### La recherche d'une autonomisation: du TIP aux DDKO et aux DDKD
La répression qui s'abat sur ces associations pousse certains militants kurdes, comme Musa Anter, à chercher d'autres moyens d'exprimer leurs revendications. Ils se rapprochent alors du Parti des travailleurs de Turquie (Türkiye İşçi Partisi/TIP), dont les dirigeants commencent à considérer la population kurde comme un important potentiel électoral à exploiter. Le TIP va être le premier parti politique turc à reconnaître officiellement l'existence « du peuple kurde (…) à l'est » du pays. Mais à partir de 1969, s'amorce le début du divorce entre les intellectuels nationalistes kurdes et les partis de la gauche turque. En effet, la grande majorité des intellectuels et des étudiants kurdes estiment que leur priorité doit désormais être le rassemblement de la jeunesse kurde et la prise de conscience de sa propre identité. Ils démissionnent du TIP et de son association étudiante, la FKF (Fédération des clubs d'idées), pour fonder leur propre association : les Foyers culturels révolutionnaires de l'Est (DDKO, Devrimci Doğu Kültür Ocakları). Ceux-ci sont interdits en octobre 1970. En 1974, l'amnistie générale décrétée par le gouvernement de Bülent Ecevit permet aux militants kurdes de retrouver la liberté. Ömer Çetin regroupe les cercles kurdes urbains et fonde, sur le modèle des DDKO, les Associations culturelles révolutionnaires démocratiques (DDKD) et refonde, clandestinement, le PDK-T, reprenant l'héritage de Sait Kırmızıtoprak. Tout comme les DDKO, les DDKD se concentrent sur le militantisme culturel, destiné à rassembler la jeunesse kurde et à lui faire prendre conscience de son identité. En 1975 est fondé un parti illégal, le TKSP (Türkiye Kürdistan Sosyalist Partisi, Parti socialiste du Kurdistan de Turquie), qui prendra plus tard le nom de PSK (Partîya Sosyalîsta Kurdistan, Parti socialiste du Kurdistan), dont le secrétaire général est Kemal Burkay. D'autres revues paraissent aussi, comme Riya Azadi, Jîna Nu ou Tirêj,.

#### La gauche radicale turque et la question kurde
Les organisations de la gauche radicale turque sont alors toutes marquées par deux caractéristiques. Elles sont d'une part kémalistes : c'est-à-dire qu'elles considèrent que le premier ennemi du peuple et de la nation turque est l'« impérialisme occidental ». D'autre part, ces organisations sont aussi toutes acquises à la théorie de la « révolution par étapes », c'est-à-dire qu'elles considèrent que la Turquie est elle-même une « nation opprimée » et que la priorité est de mener la « révolution nationale démocratique pour libérer la patrie turque de l’impérialisme ». Même quand elles reconnaissent l'existence du peuple kurde et l'oppression dont il est victime, ces organisations estiment que cette question serait facilement résolue après la victoire de la « révolution nationale démocratique ».
Mihri Belli, qui est le premier théoricien en Turquie de la « révolution nationale démocratique » et l'une des figures de proue les plus influentes de la gauche radicale turque et de la « génération 68 » en Turquie, répète inlassablement sa position, qui est aussi celle de la quasi-totalité de ces mouvements : « il faut faire la révolution avec les Kurdes, et, ensuite, nous leur accorderons des droits culturels. Telle est la juste solution marxiste du problème ».

### Le prélude à la fondation du PKK
Les origines du PKK remontent à un pique-nique qui se déroule en toute discrétion au bord d'un barrage, dans la région d’Ankara, en 1973. Les étudiants qui y participent ont été inspirés par les expériences de Dev-Genç (Jeunesse révolutionnaire, une organisation de la gauche turque) et par celles des meneurs charismatiques de la gauche radicale turque, dont la plupart ont disparu au printemps 1972. Ainsi, alors que Deniz Gezmiş (fondateur de la THKO/Armée de libération du peuple de Turquie) a été exécuté en mai 1972, Mahir Çayan (fondateur du THKP-C/Parti-Front de libération des peuples de Turquie) a été tué au cours d'un affrontement avec la gendarmerie au mois de mars de la même année.
Mais, parmi les participants du pique-nique d'Ankara, seul Abdullah Öcalan semble avoir déjà milité de manière active. Lors de ce pique-nique, le groupe, qui compte en son sein plusieurs étudiants turcs, comme Kemal Pir, Haki Karer et Duran Kalkan, dégage trois idées principales. La première idée, fondamentale, est que le Kurdistan est une colonie. La deuxième idée est que le Kurdistan nécessite une guerre de libération nationale. La troisième idée est que le processus de libération du Kurdistan exige, comme condition préalable, deux ruptures radicales : la première avec la gauche turque, qualifiée de « social-chauvine » ; la deuxième avec les autres groupes et organisations kurdes, qualifiés de « nationalistes primitifs »,.
En 1974, Abdullah Öcalan prend la tête, à l'université d'Ankara, de l'ADYOD (Association démocratique de l'enseignement supérieur d'Ankara). En mars 1975, les accords d'Alger, signés entre l'Irak et l'Iran, entraînent la défaite du soulèvement kurde mené en Irak par Mustafa Barzani. Öcalan proclame qu'il incombe désormais à la jeunesse kurde de Turquie d'organiser une nouvelle résistance visant à libérer le Kurdistan dans son ensemble.
Dans un premier temps, Abdullah Öcalan regroupe ses premiers camarades, des étudiants convaincus par ses thèses, dans deux petites maisons à Ankara, dans le quartier de Tuzlucayir. Le groupe, encore informel, vit en communauté et entreprend des recherches sur l'histoire du Kurdistan, ainsi que sur les différents mouvements de libération nationale à travers le monde.
Dans un deuxième temps, Öcalan envoie ses partisans sillonner les régions kurdes pour y enquêter sur la réalité sociale et pour établir des contacts avec la population. Les militants ne forment encore pas une organisation structurée et se définissent simplement comme des « révolutionnaires du Kurdistan » (Kürdistan devrimcileri). Au cours de leurs pérégrinations à travers les villes et les villages kurdes, ils vont à la rencontre des habitants, quel que soit leur milieu social, et organisent des réunions informelles. Très rapidement, les « révolutionnaires du Kurdistan » se retrouvent attaqués, souvent violemment, par les autres organisations kurdes (tout particulièrement par les KUK) et les groupes de la gauche turque, ainsi que, bien plus rarement à cette période, par les organes de contre-guérilla de l'État. En 1977, l'assassinat d'un membre, Haki Karer, par le groupuscule kurde Stêrka sor, incite le groupe informel à s'organiser de manière plus structurée et à fonder un véritable parti. Trois réunions, présidées par Öcalan, vont toutefois précéder la fondation du parti : une à Ankara en 1976, une à Diyarbakir en 1977 et une à Elazig, début 1978.

### La fondation du PKK
Le groupe diffuse ses premiers tracts dans les régions kurdes en les signant du nom d'Armée de libération nationale (UKO, Ulusal Kurtuluş Ordusu). Mais les militants se font rapidement connaître sous le surnom d'Apocular (« partisans d'Apo » ou « apoïstes »).
Les 26 et 27 novembre 1978 a lieu dans le petit village de Fis (district de Lice, province de Diyarbakir) le congrès fondateur du PKK. C'est lors de ce Congrès qu'est adopté le premier programme du PKK.
Les délégués élisent le premier Comité central, composé de sept membres : Abdullah Öcalan, Mehmet Hayri Durmuş, Cemil Bayik, Mazlum Doğan, Şahin Dönmez, Mehmet Karasungur et Baki Karer. Mehmet Hayri Durmuş, Şahin Dönmez et Baki Karer sont nommés secrétaires au travail d'organisation. Mazlum Doğan est élu secrétaire à la propagande et rédacteur en chef de la revue théorique officielle du parti, Serxwebûn (L'Indépendance). Mehmet Karasungur est élu secrétaire à l'organisation des forces armées, Cemil Bayik est élu vice-secrétaire général. Abdullah Öcalan est élu secrétaire général,.
Les autres membres fondateurs du parti, qui pour certains sont membres du comité central, sont : Mehmet Cahit Şener, Mehmet Resul Altınok, Çetin Güngör, Ferhat Kurtay, Abdullah Kumral, Yıldırım Merkit, Duran Kalkan, Ali Gündüz, Ali Haydar Kaytan, Hüseyin Topgüder, Ali Çetiner, Kesire Yıldırım, Mehmet Turan, Abbas Göktaş, Enver Ata, Sakine Cansiz, Ali Topgüder et Ferzende Tağaç,,. Parmi les vingt-huit membres fondateurs, il y a déjà deux femmes : Kesire Yıldırım et Sakine Cansiz,.

#### Les combats de Hilvan et Siverek
Dès le printemps 1978, les « révolutionnaires du Kurdistan » commencent un travail d'implantation locale. Ils ont choisi la province d'Urfa, L'organisation, qui deviendra le PKK à la fin de l'année, suit une double stratégie. Dans un premier temps, elle reste légaliste et passe par le soutien à certains candidats aux élections municipales. D'un autre côté, l'organisation dispose déjà d'une trentaine de militants armés, prêts à lancer la « guerre révolutionnaire contre les féodaux », c'est-à-dire à affronter les aghas et les tribus kurdes considérées comme fidèles au régime, dès que cela semblerait nécessaire. Et les événements se déroulent exactement suivant le cours prévu. L'organisation réussit à conquérir par les urnes la petite ville de Hilvan, une sous-préfecture d'Urfa. Le 19 mai 1978, Halil Çavgun, un militant du futur PKK en charge à la municipalité, est assassiné par la tribu de l'agha local, les Suleymanlar. Les militants lancent alors une suite d'actions armées contre les Suleymanlar, tuent plusieurs d'entre eux et éliminent leur influence dans le secteur. Enthousiasmés par cette victoire, les « révolutionnaires du Kurdistan » décident de s'implanter à Siverek, une autre sous-préfecture d'Urfa, en suivant la même stratégie. Leur idée est, après avoir conquis les deux sous-préfecture, d'annoncer la fondation du PKK, puis de lancer la guerre de guérilla. Or, Siverek est dominée par le puissant clan Bucak. S'attaquer au clan Bucak n'est pas une mince affaire : son chef, Mehmet Celal Bucak, cumule les fonctions de chef de tribu, d'agha et de député. De plus, il dispose en effet d'une véritable armée privée de près de 10 000 hommes. Les militants planifient un attentat pour éliminer Mehmet Celal Bucak, estimant qu'un tel coup d'éclat déclenchera un tremblement de terre politique. Mais, le 30 juillet 1979, la tentative d'assassinat du député échoue. L’attentat manqué est suivi d'affrontements sanglants entre les militants du PKK et les milices privées de la famille Bucak, faisant des dizaines de morts de part et d'autre. Les militants finissent par se replier.

#### La lutte pour le contrôle de la jeunesse
Cette stratégie obtient des résultats dans d'autres régions. Le 14 octobre 1979, un militant du PKK âgé de 27 ans, Edip Solmaz, présenté sous l'étiquette de candidat indépendant, est élu maire de la ville de Batman. Il est assassiné 28 jours après son élection. Le PKK mènera des actions de représailles contre ses assassins.
Outre les campagnes électorales municipales et les combats contre les tribus liées à Ankara, qualifiées de « féodales », le PKK se retrouve au centre d'une lutte sanglante pour le contrôle de la jeunesse kurde, aussi bien urbaine que rurale. Entre 1978 et 1980, les organisations de la gauche turque et les organisations kurdes rivales comme les KUK, issus d'une scission au sein du KDP-Turquie, s'opposent violemment aux entreprises du PKK. Le PKK éliminera les KUK de ses bastions de Mardin et de Hakkari.. Les affrontements feront 400 morts. Certains chercheurs qualifient ce processus de lutte pour le monopole des revendications kurdes,.

#### Le coup d'État militaire
Le 12 septembre 1980, le coup d'État de l'armée turque jette une chape de plomb sur tout le pays. La Constitution est suspendue, le Sénat est supprimé. Plus de 400 militants, appartenant en majorité à des organisations kurdes, sont exécutés sommairement, torturés à mort ou portés disparus. Plus de 650 000 personnes sont placées en garde à vue, 230 000 prévenus sont jugés, 299 détenus meurent en prisons, 179 prévenus décèdent lors de séances de torture, 85 000 personnes sont emprisonnées, souvent pour de longues périodes. Tous les partis politiques, les syndicats et les associations sont interdits. 937 films sont interdits, pendant que 37 tonnes de livres et revues sont brûlées. Une répression féroce a lieu dans les régions kurdes, en même temps qu'un regain de la politique d'assimilation forcée (interdiction de la langue kurde en toute circonstance, propagande basée sur la « synthèse islamo-turque » de Kenan Evren, etc.). Le pouvoir militaire, qui se perçoit comme une restauration kémaliste, appréhende la gauche et la kurdicité comme des pathologies à soigner par les symboles de la turcité. D'emblée, il interdit toute expression politique ou culturelle kurde, à commencer par l'usage oral de la langue.

#### La «résistance des prisons»
Après le coup d'État, la majorité des militants des autres organisations nationalistes kurdes, qui n'étaient pas préparés pour résister à une répression dont ils n’avaient d’ailleurs pas envisagé l’ampleur, cessent leurs activités politiques. Le PKK, mieux organisé et plus structuré que les autres mouvements, et dont la direction avait déjà fui en Syrie, est le seul à survivre au coup d'État. Les prisons vont alors servir de réservoir militant au PKK, car ses détenus y demeureront organisés. De plus, les prisonniers d’un même mouvement partagent à cette époque la même cellule collective et participent à la formation politique de jeunes venus d’autres partis.
2 000 membres présumés du PKK sont arrêtés et emprisonnés. La prison de Diyarbakir va être le théâtre d'actes de « résistance » qui vont jouer un grand rôle dans la construction du « martyrologe » du PKK. Plusieurs militants s'immolent par le feu pour protester contre les tortures systématiques de prisonniers pratiquées par l'État turc. Mazlum Doğan, membre du Comité central, après une tentative d'évasion, se pend le 21 mars 1982, après avoir symboliquement allumé trois allumettes pour célébrer le Newroz, le Nouvel an kurde.
Deux mois plus tard, le 18 mai 1982, jour anniversaire de l'assassinat de Haki Karer, quatre membres du PKK, Ferhat Kurtay, membre du Comité central, Mahmut Zengin, Eşref Anyık et Necmi Öner, s'immolent par le feu pour « faire vivre la flamme de la résistance ». Alors que d'autres détenus de la cellule, qui compte trente personnes, tentent d'éteindre le feu à l'aide de couvertures, ils leur crient : « Faites grandir le feu ! Celui qui verse de l'eau sur le feu est un traître ! ».
À la suite de l'action menée par Ferhat Kurtay, Mehmet Hayri Durmuş, lui aussi membre du Comité central détenu à la prison de Diyarbakir, lance le 14 juillet 1982 une « grève de la faim jusqu'à la mort » (ölüm orucu). Il est rejoint par Kemal Pir, membre du Comité central, d'origine turque, par Akif Yılmaz et par Ali Çiçek. Kemal Pir décède le 7 septembre, Mehmet Hayri Durmuş le 13, Akif Yılmaz le 15 et Ali Çiçek le 17.
Les conditions de détention vont alors quelque peu s'améliorer après cette grève de la faim. Mais il y aura d'autres révoltes, ainsi qu'une nouvelle grève de la faim, initiée le premier septembre 1983.

#### Préparation du «retour au pays»
Abdullah Öcalan, lui, avait déjà rejoint le Liban en juillet 1979. Il y sera bientôt suivi par plusieurs centaines de militants. Il considère que ce pays constitue une zone de guerre propice à la préparation du « retour au pays » et du lancement de la guerre de guérilla. Il obtient de l'OLP la possibilité d'entraîner ses militants : il ouvre le premier camp militaire du PKK dans la plaine de la Bekaa. Les militants du PKK, en retour, participeront à la résistance palestinienne lors de l'invasion du Liban par l'armée israélienne en 1982. 13 militants kurdes perdront la vie lors de ces combats.
Le deuxième Congrès du PKK a lieu au Liban en 1982.
Dans une tentative de se rapprocher des organisations de la gauche turque, le PKK crée en 1982 un Front uni de résistance anti-fasciste (Faşizme Karşı Birleşik Direniş Cephesi), connu également sous le nom de Bir-Kom, auquel se joint notamment Dev-Yol. Mais l’existence de ce regroupement sera de courte durée, car chaque parti accusera les autres de chercher à utiliser cette union pour « débaucher » ses membres.

### 1984: le lancement de la lutte armée
En 1984, le PKK crée les Unités de Libération du Kurdistan (HRK, Hêzên Rizgarî ya Kurdistan). Le PKK dispose alors tout au plus de deux cent combattants.
Pour faire retentir dans tout le pays le signal du début d'une nouvelle révolte, les HRK, commandées par Duran Kalkan, décident de réaliser une action qui doit faire sensation et marquer les esprits. Le plan consiste à occuper le même jour, pendant quelques heures, trois petites villes du Kurdistan de Turquie, éloignées les unes des autres. Les localités choisies sont Eruh, Shemzinan et Çatak. La date de l'action est fixée au 15 août 1984. Pour la première fois, les militants du PKK adoptent un uniforme militaire. Les combattants des HRK sont répartis en trois groupes de « propagande armée ». Le jour venu, les HRK occupent Eruh et de Shemdinli. Ils mettent en fuite la gendarmerie, vident les prisons et distribuent des tracts, avant de se replier en fin de journée. Le bilan humain est de un mort et plusieurs blessés parmi les gendarmes turcs. L'assaut de Çatak, lui, est annulé au dernier moment.
Le lendemain, le PKK revendique l'action comme une grande victoire, malgré la défection d'un des trois groupes. Le jour du 15 août est proclamé comme « l'élan », le moment historique où le « colonisé » a relevé la tête face au colonisateur. De son côté, la presse turque minimise les faits. Quant à l'armée turque, si elle les minimise également dans ses déclarations, elle n'en engage pas moins des opérations de ratissage dans les zones concernées dès le lendemain,.
Depuis ce jour, la date du 15 août est célébrée chaque année dans la population kurde comme une sorte de deuxième fête nationale,.

### Les premières années de guérilla
À partir de 1984 et jusqu’à la fin des années 1990, le PKK développe sa propagande quand il passe dans les villages pour obtenir des vivres et des renseignements. La guérilla est soucieuse de ne pas heurter les villageois, distribue des cassettes de chansons kurdes et quelques journaux qui parlent de la première génération de militants martyrs. Les femmes de la guérilla se voilent dans les villages (alors qu'elles ne le font pas dans les montagnes), ce qui facilite les contacts, tant avec les hommes qu’avec les femmes. Les combattants peuvent souvent revenir quelques jours plus tard pour recruter des jeunes hommes et femmes impressionnés par l’efficacité et la discipline apparentes de l’organisation. Les nouvelles recrues se sentent alors devenir des acteurs d’un mouvement qui prétend puiser sa source dans les révoltes kurdes portées par la tradition orale.

### L'ARGK
Lors du troisième congrès du PKK, tenu à Damas en 1986, les HRK sont dissoutes et transformées en Artêşa Rizgarî ya Gel ê Kurdistan (ARGK, Armée de libération du peuple du Kurdistan). Le camp d'entraînement militaire du Liban est transformé en Académie militaire Mahsum Korkmaz. Celle-ci continuera ses activités dans la Bekaa jusqu'en 1998, quand elle sera transférée au Nord de l'Irak. Lors du même congrès est aussi fondé le Front de Libération Nationale du Kurdistan (ERNK), appelé à structurer la société civile autour du Parti.
Jusqu'en 1990, le PKK mène une guerre de guérilla dans les montagnes.

#### La riposte de l'État turc: les «protecteurs de village» et l'OHAL

##### Les «protecteurs provisoires de village»
Le 4 avril 1985, l'État turc contre-attaque en promulguant une nouvelle loi concernant les « protecteurs provisoires de village » (Geçici köy korucuları). Il s'agit d'organiser, dans les zones rurales, un système d'unités paramilitaires de contre-guérilla, formées de paysans, salariés et armés par l'État, appelées officiellement Geçici köy korucuları (« protecteurs provisoires de village »). Pour créer ces unités, les forces gouvernementales vont s’appuyer sur les fortes structures tribales de la société kurde et sur leurs antagonismes ataviques. Pour cette raison, les fonctionnaires chargés du recrutement et de l’engagement se montrent peu regardant quant au passé judiciaire des futurs supplétifs. Ainsi, le cas de Tahir Adiyaman, chef de la tribu des Jîrkî (tribu établie dans la province de Hakkari) est éloquent : bien qu'il soit établi qu'il a autrefois assassiné huit militaires turcs, il est engagé comme commandant régional des « protecteurs provisoires de village ». En renforçant le pouvoir du chef de tribu, l'État consolide l'organisation tribale pour mieux exercer son contrôle sur les villages. D'autres, comme le clan Bucak de Siverek, qui dispose déjà d'une armée privée de plusieurs milliers d'homme, deviendra encore plus riche et plus puissant : dans les années 1990, il obtiendra un soutien de l'État d'environ un million de dollars par mois pour combattre militairement le PKK.
Grâce au soutien monnayé par certaines tribus, cette force supplétive du gouvernement recrute 75 000 hommes en armes. On assiste alors au développement d'un phénomène de concurrence entre l'État et le PKK pour gagner à eux les différentes tribus, étrange manège qui tourne ensuite à la polarisation entre les tribus favorables au gouvernement et celles favorables au PKK. En réalité, la liberté de décision est très relative : en décembre 1987, 27 villageois de la tribu Oramar, considérée par le gouvernement comme favorable au PKK, sont massacrés à Yüksekova pour avoir refusé de fournir un contingent de miliciens. D'autres villages, considérés comme pro-PKK, ont été victimes de représailles pour avoir refusé de s'engager dans cette milice (notamment à Gere-Cevrimli (province de Siirt) et à Bahçesaray (province de Van). Peu à peu, les habitants des villages vont se retrouver devant un choix crucial : soit ils acceptent de devenir « protecteurs provisoires de village », soit ils acceptent de devenir des cibles de la répression et donc, à terme, de devoir quitter leur village. Dans ces conditions, il n'est pas étonnant que l'effectif de ces milices, armées et rémunérées par l'État, atteigne bientôt 100 000 hommes. Mais la situation se révèle plus compliquée, du fait que de nombreux paysans favorables au PKK s'engagent dans ces milices de korucu afin de pouvoir rester dans leur village, tout en continuant secrètement à soutenir l'organisation kurde.
Les régions montagneuses et les campagnes deviennent alors un terrain où les groupes de guérilla affrontent quotidiennement la gendarmerie, l'armée régulière, des groupes paramilitaires et les « protecteurs provisoires de village ».

##### Création de l'OHAL
En juillet 1987, le gouvernement décrète l’état d'exception dans les provinces à majorité kurde, qui existait déjà de fait dans une partie d'entre elles depuis 1979. Cette vaste zone à sécurité renforcée est baptisée OHAL, pour Olağanüstü Hal (état d’exception) et elle inclut onze provinces à majorité kurde. Elle sera dirigée par un gouverneur régional, surnommé Süpervali ( « superpréfet »), qui dispose de pouvoirs exceptionnels. L'OHAL sera maintenu jusqu'en novembre 2002.

### Les années 1990-1993
C'est après la première guerre du Golfe en 1991 que le mouvement prend de l'ampleur. Face à la rigidité de la politique turque et à son refus de reconnaître aux Kurdes la légitimité d'une identité culturelle à part entière et d'une autonomie administrative, nombre de jeunes s'engagent dans le combat et la guérilla s'intensifie dès le début des années 1990.
Cette période est considérée comme l'apogée du PKK. L'ERNK ouvre des bureaux d'informations et des représentations dans la plupart des pays d'Europe. Les engagements dans la guérilla sont de plus en plus nombreux.
Au tournant des années 1990, la Turquie engage une nouvelle politique de déplacement de la population kurde. Une série de lois sont adoptées, notamment la loi no 413 de 1989 qui autorisait le gouverneur régional à procéder à des déportations. Des milliers de villages sont ainsi évacués dans les années 1990 et des centaines de milliers de Kurdes forcés de quitter leur ville ou village. Avant d'entamer un recul progressif, laminé par la contre-offensive des autorités turques, le PKK contrôlait en 1991 une large portion du sud-est anatolien. En reprenant les rênes des opérations anti-PKK et en vidant près de 4 000 villages de leurs habitants (jusqu'à 4 500 selon certaines sources), l'armée turque coupe le PKK d'une large partie de ses soutiens dans la population paysanne et, par la même occasion, de ses circuits de ravitaillement.

#### Les révoltes urbaines: lesserhildan
À partir de 1990, commence alors une vague de révoltes populaires urbaines : les serhildan (« soulèvements »).
Le premier de ces soulèvements populaires a lieu le 15 mars 1990, dans la petite ville de Nusaybin, près de Mardin. Ce jour-là, 5 000 personnes participent à l'enterrement de combattants du PKK. Des heurts ont lieu avec la police et un participant est tué. En protestation, les commerçants et artisans refusent d'ouvrir leurs échoppes pendant deux jours.
Une semaine plus tard, le 21 mars, à l'occasion du Nouvel an kurde, le Newroz, les célébrations tournent à la révolte ouverte dans les villes de Cizre, Idil, Silopi et Midyat. À Cizre, au moins quatre personnes sont tuées par la police. La révolte va se propager dans la plupart des régions kurdes de Turquie. À Diyarbakır, une militante du PKK, Zekiye Alkan, s'immole par le feu. Le soulèvement commence même à s'étendre aux populations kurdes d'Istanbul et d'Ankara. Entre avril et août 1990, plus de 300 personnes perdent la vie lors des affrontements entre l'armée et la guérilla. C'est au cours de cette période que les activistes de la cause kurde cherchent à diversifier les formes de lutte : dans les villes et les bourgs, les manifestations, grèves, actions de boycott et sit-in en soutien à la lutte menée par le PKK se succèdent.
Les serhildan reprennent de l'ampleur en 1991, 1992 et 1993. Ils ont lieu souvent au moment du Newroz, mais aussi à l'occasion des enterrements de guérilleros du PKK ou de personnalités civiles, comme les nombreux membres du Parti du travail du peuple (HEP), pourtant légal, assassinés par les forces de contre-guérilla. Le 10 juillet 1991, à Diyarbakir, 25 000 personnes suivent ainsi le cortège funèbre du député kurde Vedat Aydin, disparu puis retrouvé assassiné après avoir été torturé. La police ouvre le feu sur la foule : 12 personnes sont tuées et 122 sont blessées,.

#### Guerre de basse intensité et exécutions extra-judiciaires
Durant cette période, l'État turc adopte la doctrine de la guerre de basse intensité. L'armée applique le principe de la terre brûlée. En même temps, cette politique donne un libre cours aux exécutions extra-judiciaires de plus de 2 000 intellectuels, hommes d'affaires et militants politiques, souvent sans aucun rapport organique avec le PKK. Parmi les victimes de ces assassinats, les membres du parti légal DEP (Parti Démocratique) payent un lourd tribut : une centaine d'entre eux disparaissent avant d'être retrouvés exécutés,.

#### Le premier cessez-le feu (1993)
C'est alors que le président turc Turgut Özal, lui-même d'origine kurde mais qui, alors qu'il était premier ministre dénonçait la moindre revendication des députés kurdes, entame des échanges officieux avec le PKK. Le 17 mars 1993, Öcalan tient une conférence de presse au Liban en compagnie de Jalal Talabani, président de l'UPK, dans laquelle il annonce un cessez-le-feu unilatéral. Il se prononce également en faveur d'une solution pacifique et démocratique, et avance la possibilité d'une fédération avec une Turquie démocratisée. Le 19 mars, il signe en public un accord avec Kemal Burkay, le président du Parti socialiste du Kurdistan,, pour un cessez-le-feu entériné par le conseil présidentiel en 1993.
Le texte, qui suit les recommandations d'Öcalan, définit l'arrêt de la lutte armée comme la seule voie possible à la démocratisation de la Turquie et la résolution du problème kurde. Les revendications du PKK avancées dans le texte sont particulièrement modérées : levée de l'état d'exception dans les 11 provinces les plus touchées, amnistie générale, reconnaissance constitutionnelle de l'identité kurde, légalisation des partis politiques kurdes et de leurs activités, possibilité pour les paysans de retourner dans leurs villages détruits ou évacués, prise en charge par l'État des victimes du conflit.
Turgut Özal opère de fait une rupture avec la politique kémaliste de son pays et propose des solutions politiques, notamment une meilleure représentation des Kurdes en politique, l'amnistie des membres du PKK et une certaine autonomie du Kurdistan. En revanche, le ministre de l'Intérieur, Ismet Sezgin, demande comme condition préalable que le président du PKK se rende d'abord sans condition. Si le leader du PKK n'a aucune intention de se rendre, une diminution considérable des affrontements a bien lieu en pratique. Le 16 avril 1993, Öcalan annonce la prolongation du cessez-le-feu lors d'une nouvelle conférence de presse tenue à Bar Elias, au Liban. Cette fois, le président du PKK est entouré de Talabani, Kemal Burkay, Hemreș Reșo (ancien membre de la KSSE et président du PDK-Hevgirtin, PDK-Union), ainsi que du président du Parti du travail du peuple, Ahmet Türk, accompagné de quatre autres députés.
Le 17 avril 1993, le lendemain même de cette deuxième conférence de presse, le président turc meurt, emportant avec lui ses projets. Selon sa famille, il aurait été empoisonné par les partisans d'une guerre à outrance contre le PKK. Quoi qu'il en soit, le gouvernement qui lui succède abandonne toute volonté d'entamer des négociations. De plus, le 24 mai, l'exécution de trente soldats turcs désarmés sur l'ordre du commandant Shemdin Sakik, en désaccord avec Öcalan, renforce Ankara dans sa position de refus du dialogue et motive l'armée à déclencher une suite de bombardements intensifs au cours desquels plus de cent combattants du PKK sont tués. Le 8 juin, le PKK met officiellement un terme au cessez-le-feu,.

### Les années 1994-1998
Après la fin du cessez-le-feu, les cadres de l'ARGK se réunissent en Conférence. La décision est prise de passer de « l'étape de la défense stratégique » à celle de « l'équilibre stratégique ». Il s'agit de créer des « zones libérées ». Pour lancer l'expérience à grande échelle, la Conférence proclame l'avènement du « gouvernement de guerre Botan-Behdinan ». Les deux régions, situées de part et d'autre de la frontière, doivent servir de laboratoire. Mais la réponse de l'armée est impitoyable. Dans le Botan (Şırnak, Hakkari, Van, Siirt), les villages dont les habitants refusent de devenir « gardiens de village » (Geçici köy korucu) sont systématiquement évacués par la force et dynamités.

#### Le deuxième et le troisième cessez-le-feu
Au cours de ces années, deux nouveaux cessez-le-feu unilatéraux sont décrétés par le PKK. Le premier des deux est celui décrété le 15 décembre 1995, qui sera rompu au printemps 1996. Le suivant, troisième cessez-le-feu unilatéral du PKK, est décrété le 1er septembre 1998. L'objectif, selon ses dirigeants, est de favoriser les conditions pour aboutir à la résolution du problème kurde par la voix du dialogue. Toutefois, ces cessez-le-feu resteront tous unilatéraux, c'est-à-dire que l'armée turque continuera ses opérations et que le gouvernement turc n'en tiendra aucun compte.

#### Le combat de la représentativité
En 1995, le PKK inaugure la première chaîne de télévision en kurde, par satellite, MED-TV,.
La même année, il fonde le PKDW, le Parlement du Kurdistan en exil, avec la participation de représentants de la majorité des partis et organisations kurdes d'Iran, Irak, Turquie et Syrie. Son siège est à Bruxelles. Le PKK invite le PDK de Masûd Barzanî, l'UPK de Celal Talabanî, ainsi que le PSK de Kemal Burkay à participer au PKDW, mais ceux-ci refusent. En fait, le PKDW va essentiellement rassembler d'anciens députés du HEP, du DEP et du HADEP, ainsi que des exilés du Kurdistan iranien.

#### La Turquie et le développement desbandes mafieuses
À partir de 1995, la Turquie voit se développer de plus en plus ouvertement le phénomène des « bandes » (çeteleşme). En effet, une dizaine de groupes organisés, au croisement des services de renseignement, de l'économie souterraine (trafic de drogues, extorsion, contrebande), de la droite radicale et des sbires du pouvoir, se livrent à une lutte pour le pouvoir. En 1996, l'accident de la circulation de Susurluk dévoile au grand jour ces collusions, en démontrant qu'étaient ensemble Sedat Bucak, député influent de la majorité gouvernementale, Hüseyin Kocadag, l'un des plus hauts gradés de la police d'Istanbul et Abdullah Çatlı, dirigeant de l'organisation néo-nazie et ultranationaliste des Loups Gris, impliqué dans de nombreux homicides et officiellement recherché par la police depuis des années.
Au-delà du scandale politico-judiciaire, l'Affaire de Susurluk est le départ de nombre d'enquêtes qui attirent l'attention du public sur la privatisation massive de la violence en Turquie. Celle-ci s'illustre particulièrement par les escadrons de la mort, institués par l'État mais agissant le plus souvent de manière autonome et en toute illégalité, ainsi que par le système des unités de köy korucuları (« protecteurs de village »), avoisinant les 100 000 hommes. Ces derniers sont armés et salariés par l'État (leur salaire équivaut à trois fois le SMIC français). Selon les sources officielles turques, nombre d'entre eux sont impliqués dans toutes sortes d'activités de racket et de contrebande.

### Le «complot international» et l'arrestation d'Abdullah Öcalan le 15 février 1999
Le 15 février 1999, Abdullah Öcalan, fondateur du PKK, est capturé au Kenya par les services secrets américains et israéliens, avec l'aide de certains éléments des services secrets grecs. Le rôle des services secrets turcs, le MIT, s'est révélé limité au transport final, du Kenya vers la Turquie. Öcalan y sera jugé et condamné à mort pour avoir fondé et dirigé une organisation considérée comme terroriste.
D'après le PKK et son chef, cette arrestation est l'aboutissement d'un « complot international », initié le 9 octobre 1998, date à laquelle Öcalan est sommé de quitter Damas, où il résidait depuis de longues années. Son départ de Syrie est effectivement suivi d'un périple à travers de nombreux pays, dont le dirigeant kurde est systématiquement expulsé de diverses manières.
Ainsi, après avoir quitté Damas, le président du PKK s'envole pour la Grèce, où il bénéficie d’importants soutiens, dont un général, un amiral à la retraite, un groupe d’une douzaine de députés très actifs dans le soutien à la cause kurde (de droite comme de gauche), des officiers supérieurs de l’EYP (les services secrets). Ceux-ci sont parvenus à obtenir une invitation officielle, soutenue par la signature de 109 députés du parlement grec. Mais à son arrivée le 9 octobre à Athènes, il est expulsé sans explication par les services secrets grecs. Il s'envole le même jour pour Moscou, où il demande l'asile politique. Il y est accueilli notamment par l'influent homme politique Vladimir Jirinovski, pourtant d'extrême-droite, qui l'héberge. Le 4 novembre, la Douma, le parlement russe, accorde l'asile politique au président du PKK, par 298 voix contre une. Le lendemain, le porte-parole du département d'État américain, James Rubin, condamne la décision du parlement russe et réclame à la Russie l'expulsion immédiate d'Abdullah Öcalan. Sur l'ordre du gouvernement de Ievgueni Primakov, les services secrets russes proposent au dirigeant kurde de l'exfiltrer à Chypre. Il refuse, mais s'envole pour l'Italie, à l'invitation de députés italiens.
Il arrive à Rome le 12 novembre. Dès sa descente d'avion, les gouvernements allemand, suisse, hollandais, belge, autrichien, suédois et grec déclinent tour à tour l'idée de recevoir, sinon pour le juger, l’« ennemi public no 1 » de la Turquie. Il est mis aux arrêts dans un hôpital militaire et jugé. Il y dépose une demande d'asile politique. Le 21 novembre, la secrétaire du département d'État américain, Madeleine Albright, publie un communiqué intimant à tout État concerné de refuser l'asile à Öcalan. Le 24 novembre, le président américain Bill Clinton téléphone en personne par deux fois au premier ministre italien, Massimo D'Alema, pour exiger l'expulsion du chef du PKK. Au cours de son séjour à Rome, Öcalan ne cesse de donner des interviews et des communiqués, proposant une solution démocratique et pacifique à la question kurde. Le 26 novembre, James Rubin déclare officiellement que les États-Unis demandent l'extradition au plus vite du chef du PKK vers la Turquie. De son côté, Öcalan entreprend des démarches pour pouvoir se rendre en Hollande et se livrer ainsi à la Cour internationale de justice de La Haye. Mais devant le refus des Pays-Bas et sous la pression des Italiens, le 16 janvier 1999, Öcalan s'envole à nouveau pour Moscou.
Or, il est cette fois-ci directement placé en état d'arrestation par la Russie. Les services secrets russes lui déclarent qu'il sera expulsé dans les deux jours vers une destination qu'ils détermineront eux-mêmes. Le 18, le premier ministre turc Bülent Ecevit exprime, en conférence de presse, sa satisfaction d'avoir obtenu de la Russie l'expulsion du « chef terroriste ». Öcalan demande alors à être exfiltré vers le Kurdistan. Si dans un premier temps les services russes disent accepter de l'emmener en Arménie, ils décident ensuite de le déposer au Tadjikistan. Madeleine Albright arrive à Moscou le 20, pendant qu'Öcalan débarque à Bichkek, où il est maintenu en résidence surveillée pendant huit jours dans une ferme. Le 28 janvier, il est à nouveau envoyé à Moscou. Là, les services de sécurité lui annoncent qu'il sera renvoyé à Damas. Mais le 29, il parvient à se faire exfiltrer vers Athènes, grâce à l'appui du général en retraite Naxakis. Le lieu de son séjour est cette fois inconnu du gouvernement grec. Mais il est découvert le lendemain. Il est emmené auprès du directeur des services secrets grecs, à qui, après avoir à nouveau demandé en vain l'asile politique, il propose qu'on l'envoie en Hollande. Afin de contourner les accords de Schengen, il sera d'abord transporté à Minsk, où il descend le 31 janvier.
Selon Öcalan, le fait que le sommet du Forum économique mondial de Davos se déroule au même moment est lourd de signification. Ainsi, son extradition aurait été utilisée comme une carte dans les négociations entre le président russe Primakov et les sociétés pétrolières américaines au sujet des oléoducs kazakhs, azéris et turcs. À son arrivée dans la capitale biélorusse, Öcalan est informé que tous les aéroports d'Europe ont reçu l'ordre de refuser l'atterrissage de son avion. Öcalan refuse alors de quitter l'appareil, qui va retourner à Athènes où il arrive à quatre heures du matin. Les services secrets grecs le transportent immédiatement sur l'île de Corfou. Le responsable l'informe qu'il sera envoyé secrètement à l'ambassade de Grèce en Afrique du Sud, où il sera protégé par un statut d'immunité diplomatique, en attendant que l'ambassade négocie avec le gouvernement sud-africain. Il est pris en charge par un avion qui, selon ses dires, n'appartient pas à l'armée grecque, ne porte aucune marque d'immatriculation, et dont les occupants s'expriment en anglais. C'est alors que le responsable des services secrets annonce que l'avion est en route pour Nairobi. Le 2 février, Öcalan arrive à Nairobi où il est reçu par l'ambassadeur de Grèce. Il se retrouve confiné dans sa résidence, pendant qu'on lui propose une étrange solution, qui consiste à lui faire demander l'asile politique aux Seychelles.
Le 10 février, un avion transportant neuf membres des forces spéciales turques se pose à Entebbe en Ouganda. Cet avion attend cinq jours en Ouganda, avant de se poser le 15 à Nairobi, camouflé sous une immatriculation de Malaisie. À aucun moment, les agents turcs ne descendront de l'avion. À 18 h, un convoi de cinq véhicules des services secrets kényans encerclent l'ambassade grecque. En violation des règles de la souveraineté diplomatique, mais avec l'aval du gouvernement grec de Konstantínos Simítis, les agents kényans kidnappent le leader kurde dans le jardin de l’ambassade et l'emmènent à l'aéroport. Le transfert entre les jeeps kényanes et l'avion turc est effectué par d'autres hommes, nombreux et armés, qui, selon Öcalan, appartenaient probablement à la CIA ou au Mossad. Le matin du 16, Bülent Ecevit annonce qu'Abdullah Öcalan est désormais en Turquie,,.

### Après l'arrestation d'Öcalan: crises et reprises en main du Parti

#### Conséquences directes du quinze février et crise interne
À la suite de son arrestation, des manifestations de protestation, souvent violentes, ont lieu dans de nombreux pays. Ainsi, quatre membres du groupe sont tués lors d'une manifestation devant le consulat général d'Israël à Berlin pour protester contre le rôle joué par le Mossad dans l'arrestation d'Öcalan. Des membres se réunissent également devant l'ambassade de Grèce à Londres, pour protester contre la « trahison grecque ». Une première réaction des militants et des sympathisants du PKK est le passage à des formes d'actions auto-sacrificielles : une douzaine de militants ont recours à des attentats-suicides. Aussi bien en Europe ou en Russie qu'en Turquie, près de cent personnes d'âges différents s'immolent par le feu sur la place publique, souvent devant les caméras de télévision, pour protester contre l'arrestation. Soixante-cinq d'entre elles perdront la vie,.
Le cessez-le-feu de 1999 intervient après l'arrestation d'Öcalan. Ce dernier propose alors que des groupes de combattants stationnés en Irak traversent la frontière pour se rendre symboliquement aux autorités turques en gage de bonne volonté. Mais après l'arrestation le 1er septembre 1999 des sept membres du premier groupe et la condamnation de son chef Ali Sapan à dix-huit ans de prison, le conseil présidentiel met fin à ce projet.
L'arrestation d'Öcalan porte un énorme coup à l'organisation, parce qu'il contrôlait jusque-là tous les aspects et activités du PKK. Lorsqu'il demande au PKK, lors de son procès, de suspendre la guerre et de renoncer à l'idéal d'un Kurdistan indépendant, le parti est pris d'une certaine confusion. Mais il parviendra à s'adapter, en partie parce qu'Öcalan parvient parfois à communiquer depuis sa prison, par l'intermédiaire de ses avocats.
Au sein du PKK, l'arrestation d’Öcalan constitue par ailleurs une crise institutionnelle sans précédent. Elle fait courir le risque d’une désagrégation accélérée du parti car elle pourrait rendre caducs les rôles institués au sein du PKK. Ceci pousse les commandants de la nouvelle direction, après une période de flottement de quelques semaines, à réélire Öcalan à la tête du parti lors d'un VIe Congrès. Depuis lors, la fidélité à Apo passe toujours d’abord par une discipline du corps et de l’esprit qui seule peut permettre de faire avancer le « combat pour la civilisation ».
La YAJK, lors de son congrès de 1999, se transforme en Parti des femmes travailleuses du Kurdistan (PJKK).
Le VIIe Congrès du PKK (janvier 2000) maintient l'unité de l'organisation mais reflète également un certain vide idéologique. Il reconduit Öcalan à la présidence mais, pour assurer la direction pratique du PKK, élit un conseil présidentiel, composé notamment de Murat Karayılan, Duran Kalkan, Cemil Bayik, Ali Haydar Kaytan, Sakine Cansiz, Mustafa Karasu, Osman Öcalan, Nizametin Taș.
Les objectifs politiques sont redéfinis : autonomie culturelle pour les Kurdes et transformation de la Turquie en une république démocratique.

#### La fin du modèle d'organisation léniniste: la fondation du KADEK et du Kongra-Gel
En avril 2002, à la suite de son renoncement à la lutte armée, le PKK forme le Congrès pour la liberté et la démocratie au Kurdistan (Kongreya Azadî ya Demokratik a Kurdistan, ou KADEK) et abandonne les références marxistes-léninistes. En 2003, ayant renoncé au centralisme léniniste, il change de nouveau son nom en Congrès du peuple du Kurdistan (Kongra-GEL ou KGK).

#### Une deuxième crise interne: 2003-2004
En 2003-2004, un conflit interne, d'une certaine manière plus profond que celui de 1999, à la fois idéologique, politique et organisationnel, se développe. Il va opposer deux camps : d'un côté les « réformistes », emmenés par Kani Yilmaz, Nizamettin Tas (dit « Botan »), Shahnaz Altun (dite « Sakine Batman ») et Osman Ocalan, de l'autre les « conservateurs », menés par Cemil Bayik, Duran Kalkan et Murat Karayılan. Les revendications des « réformistes » consistent essentiellement à mettre un terme au modèle du « cadre professionnel » du PKK en général, et à l’interdiction du mariage (et des relations sexuelles) qui le caractérise en particulier. Au printemps 2004, lors de la deuxième session du Kongra-Gel, le camp des « conservateurs » l'emporte. Les dirigeants du camp « réformiste » finissent par quitter l'organisation, pour fonder un fantomatique Partiya Welatparêzen Demokrat ên Kurdistan (PWDK - Parti des patriotes démocrates du Kurdistan). Ils seront considérés comme des traîtres et Kanî Yilmaz (Faysal Dünlayacı) sera assassiné en 2006 dans la ville de Souleymaniye.
En mai 2005, l'organisation abandonne le nom de KADEK, adopté en avril 2002, et reprend le nom de PKK, pour se présenter comme une branche du Kongra-Gel, censé représenter la totalité de la population kurde.

#### La création d'un nouveau système organisationnel: le KCK (Union des communautés du Kurdistan)
À partir du 20 mai 2005, à la suite du développement des principes théoriques du Confédéralisme démocratique par Abdullah Öcalan, le parti lance une très large structure faîtière organisationnelle, dont l'objectif est de rassembler sous un même toit, en dehors des structures étatiques, tous les partis, organisations, associations et groupes sociaux du Kurdistan, y compris les associations féminines, les clubs sportifs ou les minorités ethniques et religieuses. Cette structure prend d'abord le nom de Koma Komalên Kurdistan (KKK). En juin 2007, la KKK se transforme en Koma Civakên Kurdistanê (l'Union des communautés du Kurdistan).
La KCK est structurée sur une base à la fois pyramidale, démocratique et intégrative, partant des assemblées de villages et de quartiers et allant aux assemblées urbaines, puis régionales et ainsi de suite. Le PKK participe à la KCK, mais en tant que centre idéologique, et non plus comme direction politique. Les partis politiques, comme le PJAK (Partiya Jiyana Azad a Kurdistanê - Parti de la Vie libre du Kurdistan, actif en Iran), le PYD (Parti de l'union démocratique, actif en Syrie) le PÇDK (Partiya Çaresera Demokratik Kurdistan - Parti de la solution démocratique du Kurdistan, actif en Irak), ainsi que d'autres organisations de la société civile, sont inclus au sein du système de la KCK.
Les HPG (Hêzên Parastina Gel - Forces de défense du peuple, actives au Kurdistan de Turquie et au Kurdistan irakien), les YPG (Yekîneyên Parastina Gel - Unités de défense du peuple, actives en Syrie) et les HRK (Hêzên Rojhilatê Kurdistan - Forces du Kurdistan oriental, actives en Iran) constituent le « front militaire » de la KCK.
Le KONGRA-GEL (Congrès du Peuple), créé en 2003, est intégré à la KCK, où il prend la fonction centrale d'une structure législative et représentative de tous les groupes, partis et organismes participants à la KCK, comme une sorte de parlement élargi.

### De 2005 à aujourd'hui: un retour à la lutte armée

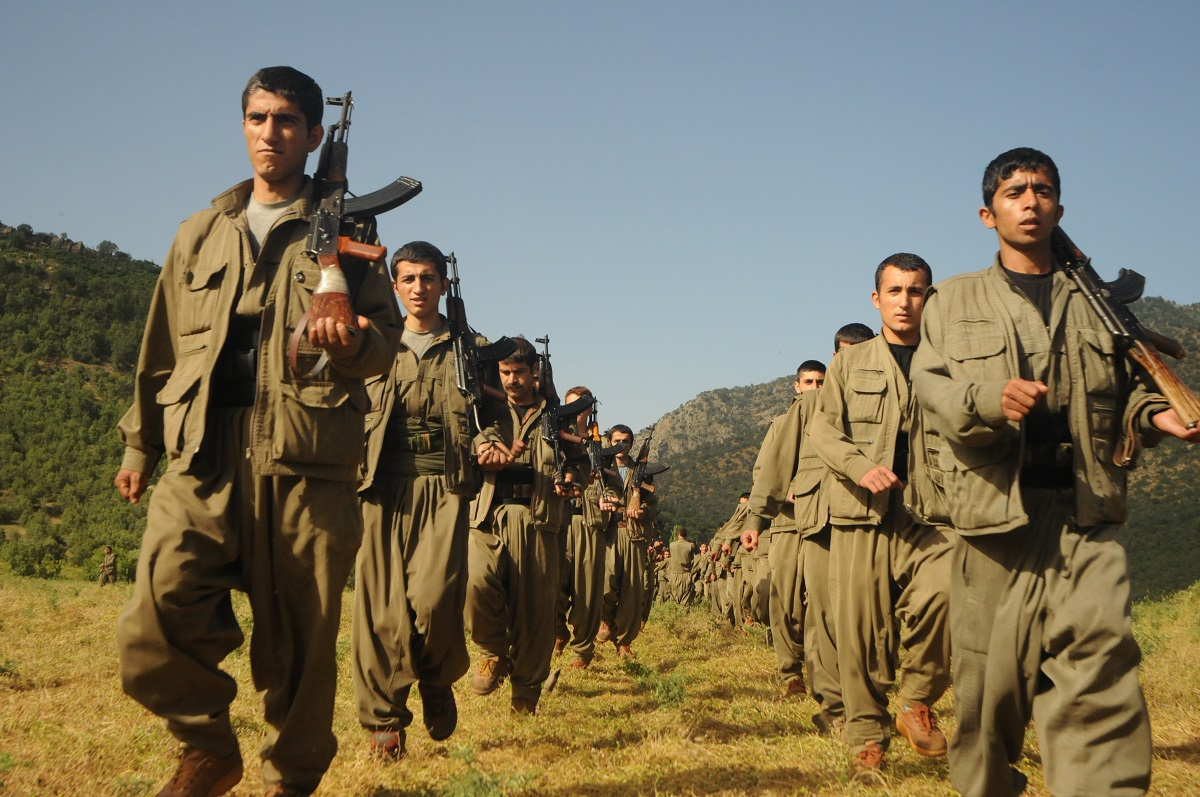
Combattants du PKK en 2015.

Entre le printemps 1999 et mai 2005, le Kurdistan connaît une période d'accalmie. Les dirigeants de l'organisation pensent que ce repli permettra une solution négociée avec Ankara. Ils espèrent aussi qu'en contrepartie de la reconnaissance des droits culturels et la proclamation d'une amnistie générale ouvrant les portes d'un champ d'action légal, ils pourront faire descendre des montagnes leurs combattants. Mais la poursuite des offensives militaires turques, le refus de nombreux militaires et hommes politiques turcs de négocier avec l'« organisation terroriste », mais aussi les limites de l'action légaliste, constamment exposée à la répression, ruinent rapidement les espoirs d'une solution pacifique.
En mai 2004, le PKK annonce la reprise d'une lutte armée de « légitime défense » et le 1er juin 2004, Zübeyr Aydar (en), président du Kongra-Gel, proclame la fin du cessez-le-feu. Le PKK reprend ainsi les armes en juin 2005, après une trêve de six ans qu'il avait décrétée et respectée malgré les multiples offensives d'Ankara. Un autre cessez-le-feu sera décrété en 2006.
Depuis le Newroz 2007, le PKK a pris des mesures contre l'Armée turque quand elle ne respectait pas les trêves décrétées. Certaines mesures ont été un succès, notamment l'attaque à plusieurs reprises de casernes militaires.
À la suite des attaques de l'armée turque dans le Kurdistan irakien en février 2008, des Kurdes d'Istanbul descendent dans la rue. Face à la grande pression des forces de police turques, des chefs du PKK lancent des appels à la population kurde de Turquie afin qu'ils rendent « la vie dans les grandes métropoles insupportable », notamment en « incendiant des voitures ». Les forces turques réagissent en menant une répression féroce dans le Sud-Est du pays qui devient zone interdite aux étrangers, tandis que l'état d'urgence est imposé à la population pour plusieurs années.
À partir de 2009, le Parti des travailleurs du Kurdistan opère sur divers territoires turcs, comme pour l’attaque d'un convoi militaire le 7 décembre 2009 près de la ville de Tokat, qui fait 7 morts et trois blessés, ou encore l'attaque armée contre le convoi électoral du premier ministre turc Recep Tayyip Erdoğan, qui fait un mort et un blessé aux environs de Kastamonu.
Un cessez-le-feu est décrété en 2013 avec la Turquie, à la suite de négociations mêlant les services secrets turcs, des responsables du PKK et du Parti démocratique des peuples et, dans une moindre mesure, Abdullah Öcalan qui est consulté depuis sa cellule de prison. Le conflit reprendra à la suite de l'assassinat de deux policiers turcs en représailles de l'attentat de Suruç. Les rebelles du PKK assurent que les policiers collaboraient avec l'État Islamique,.

#### Face à l'État islamique

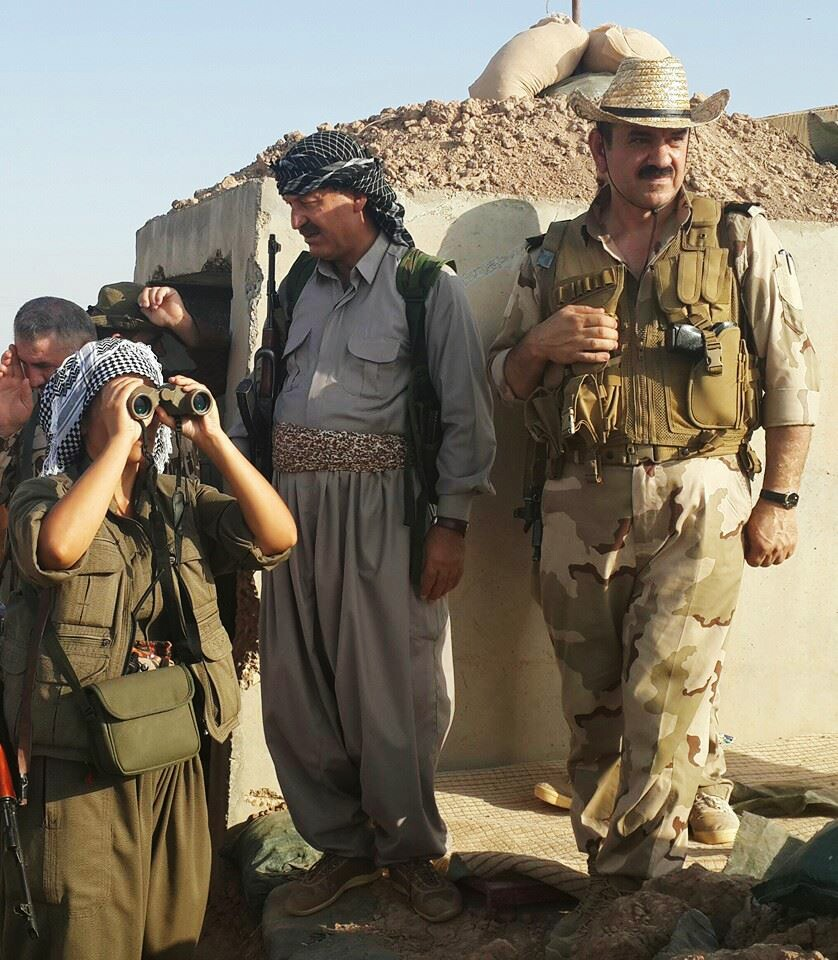
Combattants du PKK (à gauche) et un peshmerga de l'UPK (à droite), à Kirkouk en Irak, en août 2015.

Dès le début de l'offensive en juillet 2014 de l'organisation terroriste État Islamique en Irak et en Syrie, les forces armées du PKK et du PYD s'érigent en principale force capable de freiner l'avancée djihadiste, alors même que les troupes irakiennes y opposent une résistance quasi nulle,.
En août 2014, le PKK et les YPG (unités armées dépendant du PYD) se font connaître du monde entier à la suite de leur opération d'évacuation de 200 000 Yézidis encerclés dans les Monts Sinjar en Irak et abandonnés par les peshmergas.
Les unités féminines armées des YPG (ou YPJ), deviennent alors un symbole médiatique de la lutte kurde du fait d'abord de leur impressionnante discipline, mais aussi par la rumeur sur la crainte qu'elles inspireraient aux djihadistes (ne pouvant accéder au paradis en cas d’assassinat par une femme),.
En juillet 2014, le groupe EI attaque la ville kurde de Kobané et subit une importante défaite face aux YPG. Des centaines de membres de l'EI, dont plusieurs émirs, y trouvent la mort.
Le 16 septembre, les djihadistes reviennent avec une artillerie lourde et assiègent de nouveau la cité. Bien qu'en très net sous-équipement, les YPG tiennent la ville pendant deux mois et en contrôlent toujours la moitié au 23 octobre.
En raison de leur classement comme organisations terroristes, la Turquie et les États-Unis refusent pendant ces deux mois de soutenir militairement le PKK ou le PYD et d'envoyer des troupes au sol. La Turquie refuse également l'ouverture de ses frontières intérieures pour l'appui des Kurdes de Turquie. Celle-ci est d'ailleurs fréquemment accusée de soutenir l'État Islamique contre les Kurdes. Plusieurs manifestations sont alors organisées dans le monde en soutien à Kobané. En Turquie, plusieurs dizaines de Kurdes sont tués dans de violents affrontements avec la police et des groupes islamistes,.
Les États-Unis prennent finalement contact avec le PYD le 16 septembre, et le 20 septembre décident de livrer des armes et du matériel aux YPG. La Turquie quant à elle accepte pour la première fois d'ouvrir une partie de ses frontières aux peshmergas irakiens, bien que la réalité de ce compromis soit pour le moment incertain.
La bataille de Kobané s'érige rapidement en symbole. Troisième ville kurde de Syrie, cette dernière est primordiale pour la sauvegarde de l'autonomie kurde et l'édification du confédéralisme, tandis que pour l'EI, Kobané n'a pas de réelle importance géostratégique mais une forte importance symbolique depuis sa première défaite.
Les médias de gauche et d'extrême-gauche ont généralement vu dans les batailles de Kobané un affrontement entre forces réactionnaires et obscurantistes et forces démocratiques et révolutionnaires, faisant parfois un parallèle avec les batailles de Stalingrad ou Barcelone,. Des militants de groupes anarchistes, socialistes et communistes de Turquie, d'Europe et d'Amérique du Nord ont ainsi rejoint les rangs des miliciens kurdes du PKK et du PYD en Syrie,.

#### Une tentative de guérilla urbaine au Kurdistan de Turquie (2015-2016)

##### Contexte
À partir de 2013, des négociations de paix ont lieu entre le gouvernement turc et le PKK, et enregistrent des progrès indéniables. Mais rapidement, de nouvelles tensions apparaissent. Le parti pro-kurde légal, le HDP, obtient un important succès aux élections législatives de juin 2015 : 13,1 % des voix et 80 sièges parlementaires, ce qui inquiète l'AKP. De plus, l'évolution du conflit syrien, qui voit une autonomisation des Kurdes de Syrie, est perçue comme lourde de menace par le gouvernement turc. Ainsi, au cours du siège de la ville frontalière kurde de Kobané par l’État islamique en hiver 2014-2015, la Turquie bloque tous les approvisionnements de la ville tenue par les YPG, par ailleurs cernée du côté syrien. La presse pro-kurde critique alors l’État turc, l'accusant de tolérer l’EI sur son territoire, de l’utiliser comme un outil contre les Kurdes en général et même de le soutenir. Cette situation provoque une montée des tensions, puis de nombreuses manifestations kurdes en Turquie à partir de la fin de l'automne 2014. En été 2015, les tensions montent encore d'un cran, lorsque l’EI commet des attentats de grande ampleur sur le territoire même de la Turquie, notamment contre le parti légal HDP et son organisation de jeunesse. Des groupes se réclamant du PKK commettent alors des actions de représailles contre les forces de sécurité turques, accusées de complicité. Le gouvernement réagit à son tour en déclenchant des frappes aériennes contre des positions du PKK dans le nord de l’Irak, ainsi que des vagues d’arrestations en Turquie dans les milieux patriotiques kurdes.

##### Guerre urbaine etautonomie autoproclamée
Le 25 juillet 2015, les HPG publient un communiqué affirmant que les conditions de maintien du cessez-le-feu ont été rompues, puis que la seule réponse adéquate aux attaques et à la répression de l'État turque est la « guerre populaire révolutionnaire ». La reprise du conflit depuis juillet 2015 revêt un aspect totalement différent de la guerre menée dans les années 1980 et 1990 par le PKK. En effet, si de nombreuses actions sont menées par les HPG dans les montagnes, le centre du conflit se situe désormais dans les zones urbaines. Plusieurs villes, dont Nusaybin, Cizre, Silopi, İdil, Şırnak, Varto, Sur et Yüksekova, se proclament « autonomes » à partir du mois d'août. Contrairement aux serhildan (« soulèvements ») du début des années 1990, qui n'étaient pas militarisés, ces nouvelles insurrections urbaines sont préparées et armées dès le départ. Une organisation fondée en 2015, le Mouvement de la jeunesse patriote révolutionnaire (YDG-H), regroupe la jeunesse pour protéger l' « autonomie démocratique » des villes par une stratégie d'autodéfense. De fait, le YDG-H se métamorphose en une nouvelle force armée, les YPS (Unités de défense civile).
La répression de l'État redouble. Des hélicoptères, des chars, des véhicules blindés tentent de reprendre chaque rue, puis chaque quartier, tenu par les YPS. Les avions survolent même à basse altitude les quartiers de Sur à Diyarbakir. Un tel niveau de violence n'avait pas été atteint dans les zones urbaines depuis les années 1990. Entre les mois d’août 2015 et le mois de juin 2016, les affrontements entre les forces insurgées (HPG et YPS) surviennent dans 22 sous‑préfectures de sept villes. Selon les déclarations du ministre de la santé en février 2016, 355 000 personnes ont dû être déplacées pendant la période des conflits urbains, certaines estimations parlent de 500 000. Les sources proches du PKK font état de 4 362 policiers et soldats tués, ainsi que de 721 militants qui ont perdu la vie pendant cette nouvelle période de conflit. En plus de la perte humaine et des déplacements forcés, ces affrontements causent une immense destruction urbaine. Les villes comme Nusaybin, Cizre, Silopi, İdil, Şırnak, Sur et Yüksekova ont subi tellement de dégâts qu’elles doivent être dans une large mesure reconstruites,.

##### Les raisons d'un échec
La tentative du PKK de transférer la « guerre populaire révolutionnaire » en zone urbaine s'est soldée par un échec en 2015-2016. Le politologue Olivier Roy, spécialiste de l'Islam, en rejette la responsabilité sur le PKK lui-même. Ainsi, il écrit :
« [le PKK] est tombé de lui-même dans un piège que personne ne lui a tendu. Quand il a vu les succès militaires en Syrie, il s’est dit que finalement, l’action militaire fonctionnait. Il a relancé l’option militaire en Turquie, ce qui a été pris par Erdogan comme une trahison. Et il a en revanche complètement échoué à relancer la direction militaire car la société kurde a changé : la guérilla rurale ne marche plus car, pour simplifier, il n’y a plus de paysans. Les développements économiques ont urbanisé le Kurdistan. Donc le PKK a lancé une guérilla urbaine. Donc des quartiers se sont soulevés. J’étais à ce moment-là en Turquie, et c’était complètement dingue. Il y avait des quartiers où les jeunes se battaient encerclés par l’armée et juste à côté, les gens allaient faire leurs courses, étaient aux terrasses des cafés, etc. La population n’a pas du tout accroché à cela, pas du tout, ils en ont même voulu au PKK, parce que c’était une opération suicidaire d’un simple point de vue militaire, complètement suicidaire. L’armée n’a eu aucun mal à encercler et réduire les quartiers insurgés. On peut discuter des dommages collatéraux mais quand j’y étais, les dommages collatéraux étaient relativement faibles. Donc c’était un échec, maintenant il n’y a plus de négociations ».
En février 2025, Abdullah Öcalan appelle dans une lettre publique à la dissolution de son organisation et au dépôt des armes. Cette initiative fait suite à des négociations impliquant Devlet Bahçeli, dirigeant du Parti d'action nationaliste et allié du président Erdoğan, qui avait évoqué en octobre 2023 une possible libération d'Öcalan en échange de la fin du mouvement armé,.

## Relations avec les autres partis kurdes
Que ce soit en Turquie ou en Irak, les relations entre les différents partis kurdes ont toujours été problématiques, oscillant au gré des circonstances entre alliances et conflits ouverts. En raison de contacts supposés avec le gouvernement baasiste irakien, le PKK s'est heurté à de nombreuses reprises au PDK ou à l'UPK, accusés de « féodalisme » et de collaboration avec le gouvernement turc, alors que le PKK collaborait tantôt avec la Syrie, l'Irak ou l'Iran afin de se ménager des bases arrière à l'abri des frontières. En 1983, le PKK et le PDK irakien signent un accord de coopération, ou plutôt de non-agression. Mais, inquiet devant l'influence croissante du PKK sur le territoire qu'il contrôle, et sous la pression de la Turquie, Massoud Barzanî suspend l'accord dès 1985. Un protocole d'accord sera signé le 1er mai 1988 entre le PKK et l'UPK, mais celui-ci ne donnera jamais de résultats concretse.
En fait, le fond du problème est l’opposition radicale de deux visions contradictoires de la stratégie kurde. Chacun estime conduire une étape historique du mouvement kurde. Pour les dirigeants du PKK, le gouvernement kurde d’Erbil n’est pas un gouvernement légitime qui représente la population, or, en revanche, « c”est la première fois qu’il y a en Turquie un mouvement aussi important ». De leur côté, le PDK et l’UPK irakiens estime que les activités du PKK mettent leurs acquis en danger. Selon eux, les Kurdes jouissent enfin d'un soutien international, que le PKK risque de faire perdre. Selon eux, ce n'est pas au Kurdistan turc, mais bien au Kurdistan irakien que la lutte des Kurdes est la plus avancée. Ils considèrent, dans leur stratégie, qu'il leur est nécessaire de développer de bonnes relations avec la Turquie.
La création d'une « zone de protection » en 1991 par l'ONU dans une partie du Kurdistan irakien, au nord du 36e parallèle, va encore élargir le fossé entre le PKK, d'une part, et le PDK et l'UPK, d'autre part. Massoud Barzanî multiplie les déclarations en faveur d'une entente de bon voisinage avec la Turquie, tandis que Jalal Talabanî se rend en visite officielle à Ankara dès juin 1991. Les deux leaders kurdes sont accueillis en grande pompe par Turgut Ozal, alors président de la République turque. Le PKK dénonce ces négociations, qu'il considère être au détriment de l’ensemble des Kurdes. Il crée dans la foulée le PAK (Partiya Azadiya Kurdistan, Parti de la liberté du Kurdistan), une structure spécifique destinée à organiser les Kurdes irakiens.

### La première «guerre du sud» (1992)
Ces rapports se dégradent totalement à partir d'octobre 1992. En effet, le 30 septembre 1992, l'armée turque lance une offensive de très grande envergure contre le PKK, en déployant dans le Kurdistan irakien dix-huit régiments, soit 20 000 hommes, 50 chars de combat, plus de mille « protecteurs provisoires de village », des hélicoptères et des avions de chasse, tandis que près de 100 000 autres soldats sont massés le long de la frontière. Jusque-là passives, les forces du PDK et de l'UPK se joignent à l'opération de l'armée turque. Le 4 octobre, le gouvernement d'Erbil lance un ultimatum au PKK, pour qu'il évacue ses troupes plus au sud, loin de la frontière turque. Le 5 octobre, le PKK attaque directement les unités du PDK et de l'UPK en représailles. Le gouvernement d'Erbil lance un nouvel ultimatum le 17 octobre. Le 22 octobre, l'armée turque lance une nouvelle opération aéro-terrestre, cette fois des deux côtés de la frontières, à la fois dans la région de Haftanine et dans celle de Sirnak. Les forces de l'UPK et du PDK, largement appuyées par l'armée turque, attaquent les camps et les positions du PKK situés près de Zakho, autour de Haftanine, et dans la région de Hakourkê, au confluent stratégique des trois frontières. Le 27 octobre, Osman Ocalan, au nom du commandement du PKK, signe un accord de paix avec Massoud Barzani et Jelal Talabani, acceptant leurs conditions. Cela n’empêche pas l’armée turque de lancer une nouvelle opération, le 29 octobre, soit deux jours après le cessez-le-feu,.
Si le PKK, dans ses documents officiels, évaluera l'année 1992 comme une phase équilibrée dans laquelle aucune partie ne parvient à prendre un avantage décisif sur l'autre, le bilan de cette « première guerre du sud » semble avoir été l'un des plus lourds de l'histoire du PKK. Les chiffres varient suivant les sources, mais il est probable que le PKK ait alors perdu entre 350 et 500 combattants auxquels il faudrait ajouter 250 désertionse.

### La deuxième «guerre du sud» (1995)
Entre les mois de mai et d'août 1994, un conflit oppose le PDK et l'UPK. Il fait deux mille morts et se termine par l'accord de Dublin, signé sous l'égide des États-Unis. Sous la pression de la Turquie, le PDK déclare alors officiellement ne plus accepter la présence de troupes du PKK au Kurdistan Sud. Sentant venir la menace d'une nouvelle attaque, le PKK prend les devants, condamne l'accord conclu entre le PDK et l'UPK, et lance plus de deux mille combattants sur vingt villes et positions du PDK au Behdinan. Le PDK perd une partie d'entre elles, mais les États-Unis s'empressent de solliciter le soutien de l'UPK en sa faveur. Devant un échec de la médiation américaine, l'Iran s'immisce dans les négociations et réconcilie le PDK et l'UPK en octobre 1995 à Téhéran. Les affrontements avec le PKK redoublent alors d'intensité. Ils se concluent par un accord de cessez-le-feu le 14 décembre.

#### Le PDK, allié stratégique de la Turquie
Toutefois, malgré cet accord, des affrontements auront lieu en août 1996 à Erbil, entre le PDK et le PKKe.

##### Le massacre de Hewlêr (Erbil)
Le 14 mai 1997, la Turquie lance une nouvelle opération contre le PKK en territoire irakien. Le PDK participe à l'opératione. Le 16 mai, les forces du PDK attaquent simultanément, dans la ville d'Erbil des habitations et des locaux considérés comme proches du PKK, notamment un hôpital dont les médecins, infirmiers, blessés et malades sont tous exécutés. Ce massacre fera une centaine de victimes. Les corps des défunts ne seront jamais rendus à leur famille.
En septembre-octobre 1997, de nouveaux combats éclatent entre le PKK et le PDK, mais cette fois-ci, l'UPK se joint au PKK. Le PDK signe alors un accord militaire officiel avec la Turquie, ce qui permet à l'armée turque d'obtenir des bases militaires permanentes au Kurdistan irakien. Leur existence va perdurer jusqu'à aujourd'hui. Le PDK participera encore aux opérations militaires turques sur sol irakien en 1998 et en 2000e.

### Les partis kurdes et le «complot international» (1998-1999)
Après l'arrestation d'Abdullah Öcalan le 15 février 1999, Cemil Bayik, membre du conseil présidentiel du PKK, déclare que cette opération n'aurait jamais pu aboutir sans la participation de certains leaders kurdes. Il accuse nommément Massoud Barzanî, Jalal Talabanî et Kemal Burkay, le président du PSK (Parti socialiste du Kurdistan), d'avoir une grande part de responsabilité, et même d'avoir joué un rôle décisif, dans ce que l'organisation appelle le « complot international ».

### Les assauts de la YNK (2000)
À la suite du retrait des troupes de l'ARGK du Kurdistan de Turquie pour le Kurdistan irakien, environ 5000 combattants se retrouvent stationnées dans la région du Mont Kandil, officiellement contrôlée par la YNK (Yekîtiya Niştimanperwer a Kurdistan, Union patriotique du Kurdistan), le parti dirigé par Jalal Talabanî. Le 25 juillet 2000, Talabanî se rend à Ankara, où il s'entretient avec le premier ministre turc Bülent Ecevit, et avec des officiers de l'État-major. Suivant des sources proches du PKK, Talabanî aurait alors obtenu 80 millions de dollars pour anéantir les camps du PKK dans la région.
Le 14 septembre 2000, plusieurs milliers de « peşmerge » (combattants) de la YNK se lancent à l'assaut du camp des nouveaux combattants à Karadağ, situé sur un contrefort du Mont Kandil. Au cours de l'assaut et des contre-attaques qui vont suivre, 160 combattants de la YNK perdent la vie et 250 d'entre eux sont blessés. Le PKK fait aussi un certain nombre de prisonniers, qui sont libérés à la suite d'un accord de cessez-le-feu conclu le 4 octobre.
Le 3 décembre, la YNK lance un nouvel assaut, cette fois-ci de très large envergure, sur les positions du PKK dans toute la région de Kandil. Les forces du PKK ripostent de manière particulièrement efficace. Au cours des combats, 150 combattants du PKK et plus de 200 combattants de la YNK perdent la vie. Les troupes de la YNK prennent la fuite et se retrouvent totalement expulsées de la région. La Turquie, qui avait massé, en prévision d'une victoire de la YNK, plus de 5 000 hommes et de nombreux véhicules blindés dans la ville voisine de Ranya, se retire. Le KNK (Congrès national du Kurdistan) organisera des pourparlers de paix entre les deux organisations, et le PKK concédera le retour de la YNK dans certains villages.
Duran Kalkan, membre du Conseil présidentiel, publie alors un communiqué déclarant que la YNK a prouvé qu'elle faisait partie du complot international pour liquider le PKK. Le 9 janvier 2001, Talabanî se rendra à nouveau à Ankara pour s'assurer à nouveau le soutien de la Turquie. Bülent Ecevit lui promet une « assistance technique ». Pourtant, ce troisième assaut planifié n'aura pas lieu.

## Les congrès du PKK

### Premier Congrès
Le congrès fondateur du PKK a lieu les 26 et 27 novembre 1978 dans le petit village de Fis (district de Lice, province de Diyarbakir). C'est lors de ce Congrès qu'est adopté le premier programme du PKK.

### Deuxième Congrès
Le deuxième congrès du PKK se tient du 20 au 25 août 1982, en présence d'Abdullah Öcalan à Latakiya en Syrie dans un camp de l'OLP près de la frontière jordanienne. Le congrès fait le bilan de la « résistance des prisons » et décide la préparation du « retour au pays », qui passe par l'établissement de camps d'entraînement au nord du Kurdistan irakien, puis par le lancement de la lutte armée.

### Troisième Congrès
Le troisième congrès se tient du 23 au 26 octobre 1986, dans la plaine de la Bekaa libanaise, au camp de Helvi. Les mots d'ordre du congrès est la « militarisation complète» (Askerleşme) et la « transformation en armée » (Ordulaşma). Dans cet ordre d'idée est fondée l'Académie militaire Mahsum Korkmaz, du nom du commandant de l'unité qui s'est emparé de la petite ville d'Eruh pendant plusieurs heures le 15 août 1984. Les HRK (Hêzên rizgariya Kurdistan, Forces de libération du Kurdistan), considérées comme appartenant à la période révolue de la « propagande armée », sont dissoutes. Elles sont remplacées par l'ARGK (Artêşa Rizgarî ya Gel ê Kurdistan, Armée de libération du peuple du Kurdistan), qui a vocation à devenir une grande armée de libération populaire. Le congrès décrète le service militaire obligatoire au Kurdistan (la « première loi militaire »). Lors du même congrès est aussi fondé le Front de Libération Nationale du Kurdistan (ERNK), appelé à structurer la société civile autour du Parti.
Ce congrès va aussi donner un tournant en profondeur dans les structures internes, qui va marquer l'histoire et surtout la vie interne du PKK. Les résultats obtenus par les HRK au cours de la période écoulée entre le 15 août 1984 et le congrès sont jugés insatisfaisant. Les « intellectuels petits-bourgeois » du parti, accusés d'être trop portés sur la théorie, sont tenus pour responsables des insuffisances du développement de la guérilla. Pour les combattants d'origine paysanne, le congrès est l'occasion pour eux de « prendre le pouvoir ». Les intellectuels sont écartés des fonctions de commandement. Duran Kalkan est particulièrement pris pour cible. Il est déchu de toutes ses responsabilités et envoyé en Europe dès la fin du congrès. À la suite de ce congrès, les commandants seront presque toujours issus de la base d'origine paysanne, souvent peu instruite voire analphabète, qui forme désormais la majorité des effectifs. Une conséquence de cette politique est une dévalorisation radicale des compétences intellectuelles et politiques au sein du parti, accompagnée d'un dénigrement et d'une mise sous pression systématiques des militants instruits, qui durera jusqu'à la fin des années 1990 et même au début des années 2000. Au début des années 1990, lorsque la vague des serhildan et sa répression entraîneront un afflux massif de volontaires urbanisés, lycéens et universitaires dans la guérilla, cette politique aura des répercussions particulièrement graves : il ne sera pas rare que des commandants, face aux critiques de nouveaux combattants instruits, accusent ceux-ci d'être des « agents »,,.

### Quatrième Congrès
Il s'agit du premier congrès qui se tient au Kurdistan, et sans la présence d'Abdullah Öcalan. Il se tient du 25 au 31 décembre 1990, dans la région de Haftanin, à quelques kilomètres de la frontière turque. Le congrès se déclare favorable à une autonomie kurde au sein d'une république fédérale turque. Sur le plan militaire, il est décidé d'éviter autant que possible les affrontements avec les milices des « protecteurs provisoires de village » (Geçici köy korucuları).

### Cinquième Congrès
Le cinquième congrès se tient en Syrie le 24 janvier 1995. Il fait le bilan de l’écroulement du bloc soviétique. Le PKK abandonne les références au marxisme-léninisme, pour proposer une troisième voie entre capitalisme et socialisme, sous la forme d'un socialisme démocratique qui prenne en compte les réalités et les aspirations de chaque peuple. Le marteau et la faucille sont retirés du drapeau et remplacés par un flambeau, symbole national kurde.

### Sixième Congrès
Ce congrès est réalisé fin février-début mars 1999, dans une situation d'urgence, juste après l'arrestation d'Öcalan le 15 février. Il est décidé de poursuivre la lutte armée au Kurdistan turc et au Kurdistan irakien, mais aussi d'étendre les opérations militaires à la totalité du territoire de la Turquie. Pour cette raison est lancée une Armée populaire de libération de l'Anatolie.

### Septième Congrès
Il se tient dans les monts Qandil au Kurdistan irakien, du 2 au 23 janvier 2000. Il affirme suivre les directives d'Öcalan en faveur d'une solution pacifique à la question kurde et amorcer un virage stratégique mettant fin à la lutte armée. Il décrète un cessez-le-feu unilatéral qui sera suivi jusqu'en 2004. L'ARGK est dissoute et remplacée par les Hêzên parastina Gel (HPG, Forces de défense du peuple), qui doivent se limiter à incarner des « forces armées de légitime défense ». L'ERNK est remplacé par la Yekitiya demokatik a Gel (Union démocratique du peuple).

### Huitième congrès
Ce congrès a lieu lui aussi dans les monts Qandil, du 4 au 10 avril 2002. Le PKK est dissout et remplacé par le Kongreya Azadî û Demokrasiya Kurdistan le Congrès pour la liberté et la démocratie au Kurdistan (KADEK). Le modèle organisationnel léniniste est définitivement abandonné pour un système englobant des structures plus larges.

### Du KADEK au Kongra-Gel
Le 26 octobre 2003, le KADEK tient son deuxième congrès extraordinaire qui aboutit à sa dissolution. Entre le 1er et le 11 novembre 2003 se tient le Congrès fondateur du Kongra-Gel (Congrès du Peuple). Entre le 16 et le 26 mai 2004 se tient le congrès extraordinaire du Kongra-Gel. Il suspend le cessez-le-feu unilatéral proclamé en 1999.

### Neuvième congrès
Il se tient fin mars et début avril 2005. Il proclame l'avènement du Confédéralisme démocratique. D'autre part, il procède à une refondation du PKK, dont la tâche sera de servir de « cerveau et de centre idéologique » au nouveau système confédéral.

### Dixième congrès
Il se tient en août 2008. Ce congrès se considère comme une sorte de retour aux sources symbolique, car sa date correspond quasiment au trentième anniversaire du parti. Dans ce sens, le congrès insiste particulièrement sur la théorie de « l'homme nouveau » et les caractéristiques que doit avoir le militant du PKK : esprit de sacrifice, intériorisation de l'idéologie, conformité au style du PKK, devoir d'exemplarité, soumission totale à la « Direction » (c'est-à-dire à Öcalan lui-même) et à la cause.

### Douzième congrès
Il se tient du 5 au 7 mai 2025. Ce congrès est historique puisqu'il décide la dissolution du PKK et la fin de la lutte armée.

## Idéologie

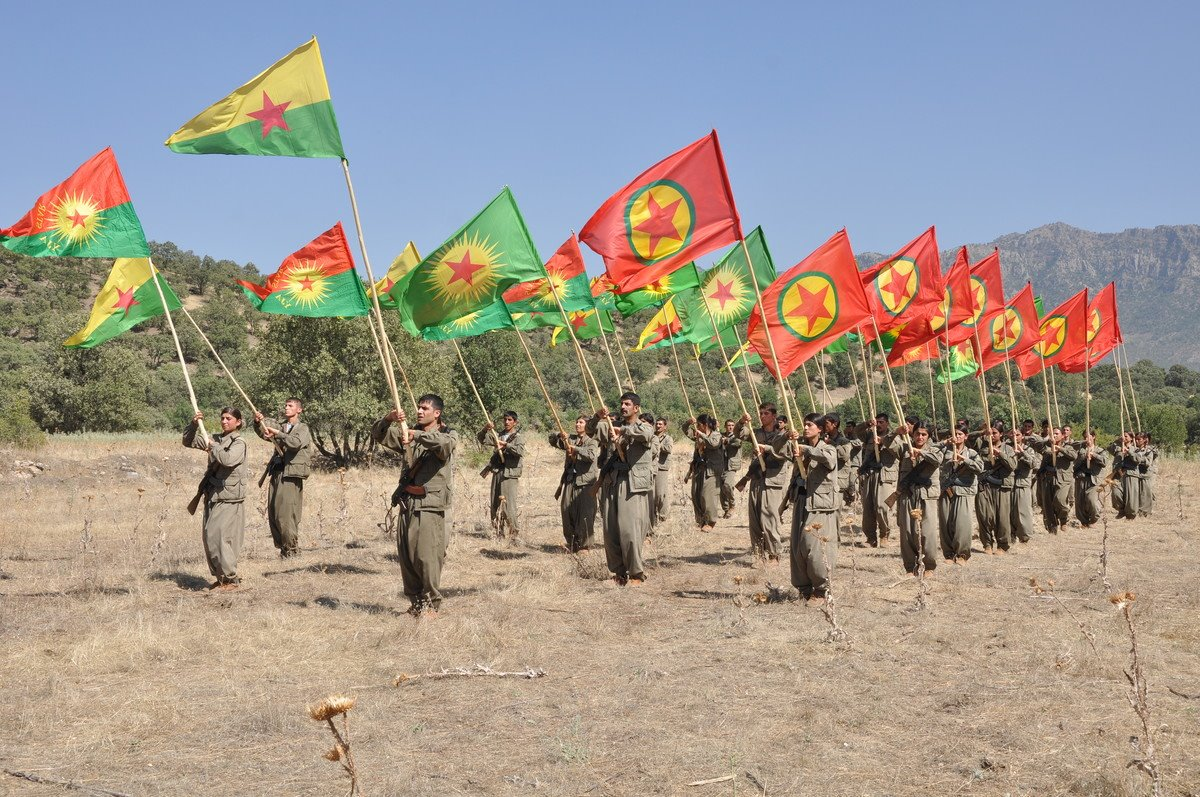
Combattants du PKK en 2014, brandissant les drapeaux du PKK, du KCK, des HPG et des YJA-Star.

### Le programme du PKK
Lors du premier Congrès (1978) est adopté le premier programme, celui du Bağımsız Birleşik Kürdistan (Kurdistan indépendant unifié). Le programme est présenté dans la deuxième partie d'une brochure, La Voie de la Révolution au Kurdistan (Kürdistan Devrimin Yolu), connu aussi sous le nom de Manifesto (le Manifeste), rédigée par Mazlum Doğan et Abdullah Öcalan. Le texte prône la création d'un État kurde indépendant, réunissant tous les territoires peuplés par les populations kurdes. Cet État aurait pour tâche de liquider le « féodalisme » et d'établir une société démocratique et socialiste.
Parmi les mouvements kurdes, se réclamer à la fois du nationalisme et du socialisme n'est pas exceptionnel. C'est plutôt une caractéristique commune. Mais une particularité essentielle du PKK est qu'il rejette le passé, assimilé à l'âge de la corruption durant lequel le Kurde opprimé aurait été le complice de ses oppresseurs. L'identité kurde existante est considérée comme la mentalité, intériorisée et coupable, de l'esclave. Cette vision de l'histoire du Kurdistan différenciera fondamentalement le PKK de tous les autres mouvements kurdes.

### Le militant du PKK: unHomme nouveau
Un élément particulièrement important du premier congrès (1978) est la mise en place du modèle du militant du PKK, qui perdurera jusqu'à aujourd'hui : c'est un militant professionnel, dont les principes de base sont l'abnégation et l'observation de règles de vie strictes.
Si de nombreux groupes révolutionnaires ont cherché à transformer les individus engagés en leur sein, peu sont allés aussi loin que le PKK dans sa volonté de re-structurer radicalement les croyances et les pratiques de ses membres. Pour le PKK, le militant doit incarner un « homme nouveau », sur le modèle apoïste (dérivé d'Apo, surnom d'Abdullah Öcalan). Cet « homme nouveau » a pour repère la vie du leader du PKK : une enfance marquée par les humiliations et les révoltes, puis une démarche de libération. Le Kurde est considéré comme victime autant que comme responsable de l'identité d'esclave qu'il porte . Aucun militant n'est considéré comme digne du parti par le seul sacrifice de soi. Il doit s'efforcer de lui-même « devenir le Parti » et « devenir du PKK » (Partileşme et PKKlileşme).
Le nouvel homme ne boit pas, ne joue pas, ne pense jamais à son plaisir personnel et à son confort. Une des caractéristiques les plus notoires de la vie du militant du PKK est l’interdiction des relations sexuelles, mesure qui paraît le plus souvent légitime et est scrupuleusement respectée. Cette interdiction est légitimée par l’idée qu’hommes et femmes ne se sont pas encore assez libérés pour ne pas reproduire une relation de domination dans leur couple et par le fait qu’avoir une relation privilégiée avec quelqu’un pourrait faire courir des risques aux autres combattants au moment des affrontements avec l’ennemi.
La volonté d’encadrement des militants ne se limite pas aux forces militaires. Le PKK impose son code de vie et sa théorie de l’Homme nouveau à ses cadres situés en zone urbaine, en prison et en Europe. Par exemple, si le rythme de vie d’un militant de l’ERNK, en Allemagne ou en France, est a priori très différent de celui d’un détenu ou d’un combattant : il vit dans des familles, côtoie de nombreux sympathisants, se déplace souvent à l’étranger, il est cependant soumis aux mêmes règles que les militants de l'ARGK en ce qui concerne l’hygiène de vie (interdiction des relations sexuelles, de l’alcool) ou la présentation de soi (manière de s’habiller, de parler, etc.). Comme au Moyen-Orient, les jeunes recrues en Europe suivent d’ailleurs obligatoirement les mêmes cycles de formation politique (aucune formation militaire n’est dispensée en Europe).

#### La «personnalité kurde»
Le principe de base de l'éducation du PKK est que « 90 % du combat est dirigé contre l’ancienne personnalité, l’ennemi intérieur, et seulement 10 % contre l’ennemi extérieur ».
Selon Öcalan il y aurait une « mentalité kurde », métaphysique, une certaine « composition de la psyché kurde ». Il avance que « de nombreuses qualités et caractéristiques attribuées aux Kurdes et à leur société d’aujourd’hui peuvent être déjà remarquées au sein des communautés néolithiques des chaînes de montagnes de Transcaucasie – la zone que nous appelons le Kurdistan ». Cependant, les Kurdes ont vu leur « vraie » identité aliénée par les tentatives de l’État turc de les assimiler et par les structures sociales traditionnelles, et le « féodalisme ». C'est par la critique et l’autocritique, ainsi que par un travail acharné, que les Kurdes doivent se reconstruire, se libérer de leurs opinions et attitudes apprises dans leur « ancienne vie » et à se remodeler en « hommes nouveaux ».
Le premier ouvrage faisant référence à la « personnalité » des Kurdes paraît en 1983, mais la question de l’individu devient centrale dans les écrits d’Öcalan dans les années suivantes, soit au moment où commence la formation des guérilleros au Liban. Les notions d’« humanisation », de « socialisation », d’« émancipation individuelle » [özgürleşme], de « soi », de « personnalité libérée » remplacent alors progressivement les notions marxistes classiques de « lutte des classes » ou de « matérialisme historique ». La « production de soi », c’est-à-dire d’une personnalité libérée à la fois de l’aliénation turque et de l’aliénation liée aux structures sociales traditionnelles, vertueuse et par-dessus tout digne de confiance du guide, devient progressivement la seule voie proposée aux militants dans les Çözümlemeler [Analyses], ces cours professés par Öcalan lui-même à l’Académie.
Il faut donc éduquer « socialement » les Kurdes, les persuader « qu’ils sont des esclaves et qu’ils ont besoin d’être libérés ». Mais plus qu’aux principes du parti, c’est à la personne d’Öcalan qu’il convient d’être fidèle, car elle est le garant de la cause et de la vie meilleure. Et c’est en suivant son exemple – sans l’imiter – que l’on peut devenir un bon militant, un Homme digne de ce nom. C’est aussi la guerre qui est l’instrument principal de la transformation de l’Homme. Cette mystique de la violence s’appuie en effet sur « le passage libérateur où le colonisé, en passant à la violence contre un ordre et un maître tout puissant, rompt de façon radicale l’infériorisation dans laquelle il était tenu. Grâce à elle, il retrouve sa dignité et son identité oblitérées par le colonialisme ».

#### Le modèle éducatif de l'Académie Mahsum Korkmaz
Plus tard, le système éducatif du PKK aura son laboratoire : l’Académie Mahsum Korkmaz, Ce centre de formation de cadres sera fondé en 1986 à Helve dans la Bekaa libanaise, déménagé en Syrie près de Damas en 1993 et installé depuis 1998 dans les régions kurdes d’Irak (plus précisément au Zap). Plus de 10 000 militants et commandants du parti sont sans doute passés par cette « école » entre 1986 et 1998, pour des sessions de formation d’environ trois mois ou pour des rééducations plus longues, jusqu’à quelques années.
Ce chiffre important ne doit cependant pas laisser croire que tous les guérilleros étaient amenés à recevoir une formation dans cette Académie : à partir du début des années 1990, la plupart des jeunes recrues du mouvement sont formées au sein même de leur unité de combat, et plus spécifiquement durant l’hiver, lorsque les affrontements avec l’armée turque sont moins nombreux. Mais le système éducatif pratiqué est le même dans toutes les branches et dans tous les secteurs de l'organisation : ainsi stagiaires de l’Académie, guérilleros, détenus en Turquie et militants politiques en Europe sont soumis à des règles souvent très similaires (forte autodiscipline demandée à chacun, interdiction de se plaindre, interdiction des relations sexuelles, interdiction de boire de l’alcool, obligation de participer aux différentes activités, interdiction de déserter), alors même qu’ils sont insérés dans des contextes politiques et sociaux objectivement très différents.

#### La critique et l'autocritique
La critique et l’autocritique tiennent une place centrale dans le quotidien. À tous les niveaux, du simple combattants au commandant, les militants du PKK sont constamment soumis à la critique et sommés de faire leur autocritique. Ils doivent systématiquement reconnaître leurs erreurs et leurs insuffisances et expliquer publiquement comment ils comptent s’améliorer. Ils doivent rechercher ce qui, dans leur « ancienne vie », continue d’agir aujourd’hui sur eux et bloque l’avènement d’une nouvelle personnalité. ll reste que si la critique des commandants et des militants est considérée comme nécessaire, celle d’Abdullah Öcalan est totalement impossible.
Le fait qu'il soit hors de question de critiquer Abdullah Öcalan découle du principe de base de tout le fonctionnement du PKK : le dualisme entre la « direction stratégique » (Stratejik önderlik), c'est-à-dire Öcalan lui-même, et la « direction tactique » (taktik önderlik). Même si aucun document du PKK ne le définit de manière explicite, il est entendu dans toute l'organisation que la « direction stratégique », chargée des orientations politiques essentielles, est personnifiée par Öcalan lui-même et lui seul, tandis que le concept de « direction tactique » englobe les commandants militaires, le conseil présidentiel et le comité central. La « direction tactique » doit appliquer les décisions d’Öcalan. Ce système rend Öcalan totalement non responsable de la mise en œuvre de ses propres politiques, alors que les membres du Comité central et les commandants militaires sont tenus pour responsables de toutes les difficultés et de tous les échecs, qu'ils doivent expliquer par leur propre incompétence, leurs insuffisances et leur incapacité à mettre en œuvre les décisions d’Öcalan,.

### Évolutions idéologiques du PKK

#### La nation kurde et l'indépendance, le fédéralisme, le confédéralisme
Jusqu'en 1990, le thème de la réunification et de l'indépendance du Kurdistan est l'axe central de l’action et de la propagande du PKK. À partir du quatrième congrès, tenu en 1990, cette position évolue. Le parti admet que la notion d'indépendance ne comprend pas forcément la constitution d'un État différent. On commence à envisager une solution de type fédérale.
Par la suite, à partir de 1999, le PKK abandonnera ses revendications maximalistes et affirmera lutter pour la reconnaissance de l'identité kurde et pour une forme d'autonomie au sein d'un projet dit de « Confédéralisme démocratique », qui ne remettrait pas en cause les frontières étatiques existantes.

#### La conception du socialisme
Au cours des années 1990, le PKK évolue sur le plan idéologique. La chute du bloc soviétique et le bilan des « socialismes réels » lui font prendre ses distances avec la référence au communisme. La ligne se réoriente vers un socialisme démocratique, un nationalisme kurde et le respect des droits de l'homme.
En 1992, le PKK affirme que l’effondrement du bloc soviétique a été un soulagement. En 1993, Öcalan affirme que le PKK, lorsqu’il parlait de « socialisme scientifique », ne se référait pas au marxisme mais à sa propre idéologie d’un « socialisme » supposé « dépasser les intérêts des États, de la nation et des classes ». En 1994, toute référence au marxisme-léninisme est abandonnée,.
Lors de son congrès de 1995, le PKK condamne le socialisme soviétique et les théories dogmatiques. Le programme adopté en 1995 définit le « socialisme réellement existant » (l'ex-bloc soviétique) comme « l’étape la plus basse et la plus brutale du socialisme » et explique ainsi ses défauts : « en ce qui concerne son aspect idéologique, il s’est abaissé jusqu’au dogmatisme, le matérialisme vulgaire et le chauvinisme grand-russe ; son aspect politique c’est la création d’un centralisme extrême, le gel de la lutte de classes démocratique et l’élévation des intérêts de l’État au rang de seul facteur décisif ; son aspect social c’est la restriction de la vie libre et démocratique de la société et de l’individu ; son aspect économique, c’est la domination du secteur étatique et l’incapacité de dépasser la société de consommation qui imite les pays étrangers ; enfin, son aspect militaire c’est la priorité à l’armée et à l’armement sur tous les autres domaines ».
Le congrès de 1995 supprime aussi définitivement la faucille et le marteau du drapeau du parti et les remplace par un flambeau : « la faucille et le marteau du socialisme réellement existant ne concernent que la classe des ouvriers et paysans, et cela exprime ce qu’est le socialisme réellement existant. La nouvelle conception du socialisme concerne toute l’humanité ».

#### Le PKK et les femmes
Le PKK va contribuer à transformer les mentalités kurdes concernant l'engagement des femmes dans la vie publique. Dans les révoltes qui ont jalonné l'histoire des Kurdes, les femmes ont soutenu l'action des hommes sans prendre les armes, à de très rares exceptions près. Les familles ont longtemps dissuadé leur fille de rejoindre les combats du fait des risques d'être arrêtée, emprisonnée et violée, et ainsi de faire porter le « déshonneur » à leurs proches ou à leur tribue.
Le PKK compte nombre de femmes dans ses postes dirigeants, y compris dans sa branche armée.

##### De 1978 à 1993
Aucune organisation kurde n’est allée aussi loin que le Parti des Travailleurs du Kurdistan dans la théorisation et la mise en pratique de nouveaux rôles masculins et féminins. Un des aspects qui différencie la lutte du PKK des autres rébellions kurdes est l’importance de la participation des femmes à tous les niveaux du mouvement. Dès son premier programme, le PKK réclame l’égalité complète des hommes et des femmes dans tous les domaines sociaux et politiques.
En 1987, le PKK fonde une organisation spécifique des femmes : la YJWK, l'Union des Femmes Patriotes du Kurdistan (YJWK, Yekitiya Jinên Welaparêz ên Kurdistan), qui facilite la participation des femmes dans le parti, mais fournit aussi un espace pour traiter les problèmes spécifiques des femmes.
Comme sur toutes les autres questions au sein du PKK, le guide idéologique de la libération des femmes est Öcalan. À partir des années 1980, les analyses d’Öcalan critiquent de plus en plus les structures patriarcales de la famille, le statut secondaire des femmes en son sein ainsi que la répartition des rôles qui soumet la femme au namus [le contrôle de la sexualité des femmes] et assigne à l’homme le devoir de le protéger.
Au début des années 1990, la participation des femmes au sein du PKK, y compris dans ses unités de guérilla, augmente de façon spectaculaire. Au cours des grandes manifestations populaires des années 1990-1992, les Serhildan, les femmes participent massivement et n'hésitent pas à faire face aux forces turques dans les rues. Dans les unités de guérilla, l’engagement féminin s’est fortement accru après 1987. Alors qu’en 1987, 1 % des « martyrs » du PKK sont des femmes (20 sur 2000), la proportion de femmes participant à la lutte armée passe à 10 % en 1993, voire à 30 % en 1994 (2 000 combattantes).

##### Zilan et la YAJK: l’émergence des femmes au premier rang
La pratique spécifique du PKK en ce qui concerne la libération des femmes se développe au cours de la seconde moitié des années 1990, lorsque la participation active des femmes dans le mouvement kurde s’accroît, à la fois en tant que militantes politiques et en tant que combattantes. En 1993, la YJWK se transforme en TAJK, le Mouvement des Femmes Libres du Kurdistan. Le 8 mars 1995 est l'occasion pour le TAJK d'annoncer la formation d'une armée des femmes : la YAJK, l'Union des Femmes Libres du Kurdistan (Yeketiya Azadiya Jinên Kurdistan).
Le 30 juin 1996, la militante du PKK Zeynep Kınacı (nom de code Zîlan) exécute une action-suicide à l'explosif dans la ville de Dersîm (Tunceli). Se faisant passer pour une femme enceinte, elle fait exploser sa charge au milieu d'une parade militaire. Huit soldats turcs sont tués, 33 sont blessés. Abdullah Öcalan déclare que Zîlan, par son don de soi, incarne le modèle de la militante du PKK. En outre, son action n'est pas considérée comme un suicide, mais comme une action de dévouement total (fedai eylem) et un exemple d'héroïsme à suivre,,.
Zîlan, par son action de sacrifice en 1996, devient la figure emblématique de YAJK, en même temps que l'icône de la « femme libre » dans l'idéologie et la propagande du PKK.

##### À partir de 1999: de la YAJK au PAJK
À partir de la seconde moitié des années 1990, mais plus spécifiquement à partir de 1999, Abdullah Öcalan va donner de plus en plus d'importance au rôle des femmes, non seulement dans le parti, mais aussi dans l'histoire et l’évolution de la société. Ses idées sur la libération des femmes sont fortement influencées par le mythe d’un passé préhistorique matriarcal et par sa vision de la révolution néolithique. Selon cette conception, le pouvoir matriarcal a été renversé à la fin de la période néolithique, il y a environ 5 000 ans, et a été remplacé par le système patriarcal, qui se serait alors institutionnalisé dans tous les domaines de la vie.
Le discours du PKK sur la création d'un homme nouveau se complète alors complètement par celui de la création d'une femme nouvelle. Contrairement aux théories marxistes qui se basent sur les aspects économiques, l'accent est mis avant tout sur les questions de mentalité et de personnalité. Selon Öcalan, l’oppression des femmes est enracinée dans les attitudes patriarcales, transférées de génération en génération et intériorisées par les femmes. Pour se libérer, les femmes doivent – tout comme les hommes – désapprendre ces attitudes, et ainsi hommes et femmes seront recréés.
Sur le plan organisationnel, la YAJK se transforme en 1999 en parti, le PJKK (Partiya Jinên Karkerên Kurdistan, Parti des travailleuses du Kurdistan), dont la branche politique est l’EJAK (Eniya Jinên Azad ên Kurdistan, Union des femmes libres du Kurdistan). Puis le parti abandonne en 2000 la référence au Kurdistan en transformant son nom en PJA (Partiya Jina Azad, Parti de la femme libre) et finit par la reprendre en 2004 avec le nom de Partiya Azadiya Jin a Kurdistan (PAJK, Parti de la femme libre du Kurdistan), composée de l'organisation politique YJA (Yekîtiya Jinên Azad, Union des femmes libres), de l’organisation militaire YJA-Star, d’une branche jeunesse et de l’organisation « idéologique » KJB (Koma Jinên Bilind, Congrès confédéral des femmes) elle-même membre du KKK (Koma Komalên Kurdistan, Congrès confédéral du Kurdistan, dont le président est Öcalan et qui regroupe à partir de 2004 le PKK et toutes ses organisations affiliées - le KKK devient Koma Civakên Kurdistan en 2007).

#### La conception de la lutte armée
La nouvelle stratégie adoptée à partir de 1999 implique un changement fondamental dans l’emploi de la violence par le PKK. Dans l’ancienne stratégie, la lutte armée était essentielle pour vaincre le pouvoir d’État et s’emparer du pouvoir. Depuis 1999, le PKK considère l’usage de la violence comme de la légitime défense, c’est-à-dire que les combattants du PKK ne doivent exercer la violence que s'il s'agit de représailles contre la violence de l’État dont sont victimes les militants du parti ou les civils défendant les droits des Kurdes. Ces actions ont pour but de maintenir une sorte d’équilibre des forces, de montrer à l’État turc que sa répression a un coût et que le PKK dispose encore d’un potentiel militaire considérable. La seule violence légitime, déclare maintenant le PKK, c’est ce type de violence défensive.

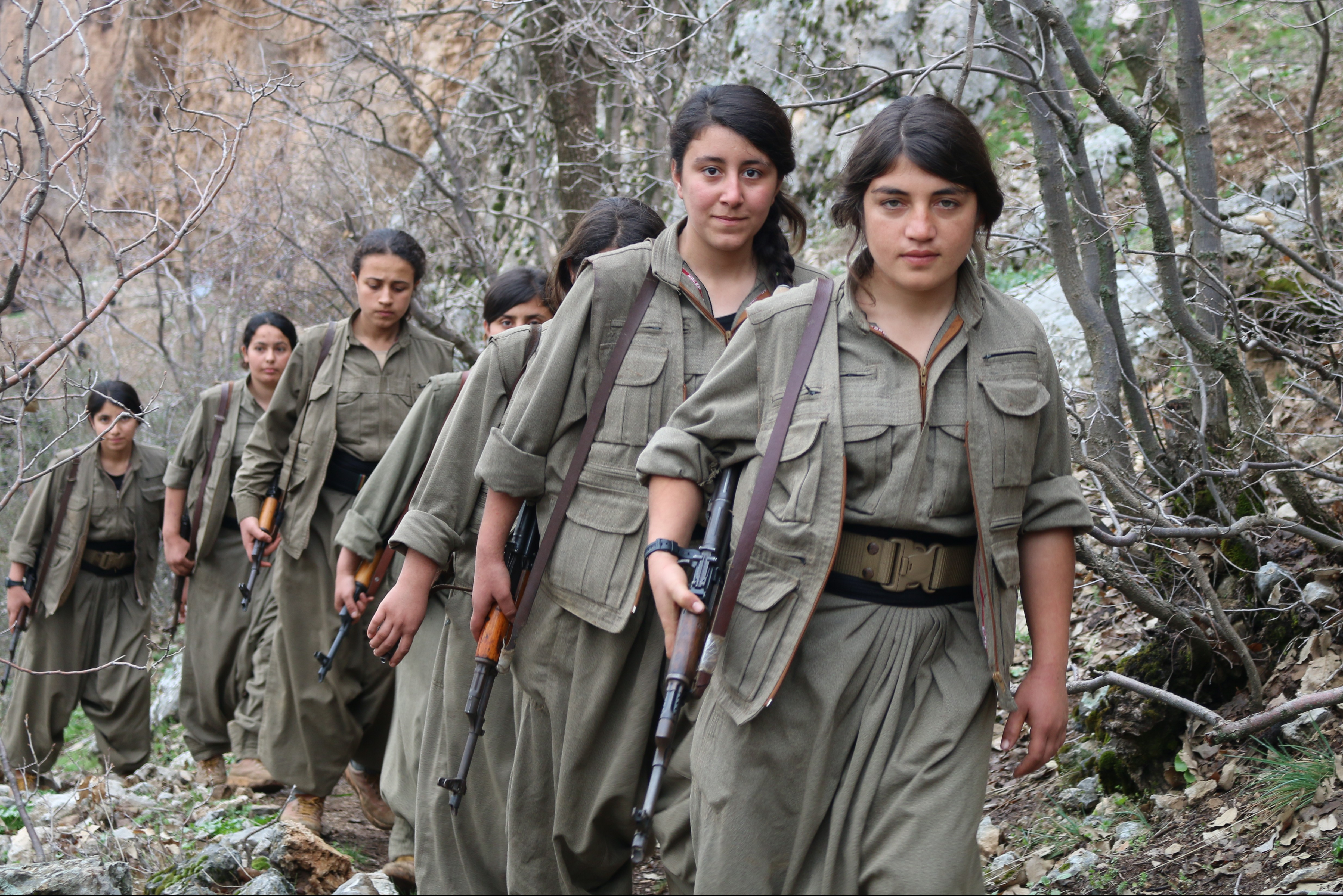
Combattantes du PKK en 2016.

#### Nouvelle évolution idéologique: le nouveau paradigme
Les cadres référentiels du PKK deviennent les droits de l'homme, la justice, la démocratie, l'écologie et le féminisme.
Il adopte à partir de 2005 le Confédéralisme démocratique d'Abdullah Öcalan. Ce nouveau paradigme marque sa nouveauté dans l'évolution idéologique du PKK. D'une part, il abandonne le principe du nationalisme, qu'il considère comme dépassé et inadapté au Moyen-Orient. D'autre part, il rejette la prise du pouvoir politique en tant qu'objectif ; le principe devient : « changer la société sans prendre le pouvoir ».
Ses grandes lignes sont définies par un projet de démocratie participative, proche du municipalisme libertaire, une économie de type coopératif, un système de fédéralisme intégral entre communes et une coopération paritaire et multiethnique dans des systèmes organisationnels et décisionnels autogérés,,. Cette réorientation sera principalement l'œuvre des relations entretenues par Abdullah Öcalan lors de sa détention avec l'essayiste libertaire Murray Bookchin. En 2006, à la suite de la mort du théoricien, l’assemblée du PKK se réfère à Bookchin pour la construction d'un nouveau modèle de socialisme démocratique : le municipalisme libertaire,,. Celui-ci sera repris par le PYD, proche du PKK en Syrie, mais ne connaîtra une mise en place singulière qu'en 2012 avec l'autonomie kurde acquise au Rojava,,.

### Un aspect particulier de la question kurde: le PKK et les alévis
Si la majorité des alévis de Turquie sont incontestablement de culture et de langue turques, les alévis kurdes forment une forte minorité. Les alévis kurdes de Turquie vivent essentiellement dans les régions de Dersîm, de Maras et de Malatya, ainsi que dans quelques enclaves de la région de Sivas. Ils parlent les dialectes zaza (surtout à Dersîm) et kurmandji.
Au contraire d'autres alévis qui, au début des années 1920, saluent l'avènement de la république turque où ils espèrent vivre sur un pied égal avec les sunnites majoritaires, la plupart des alévis du Dersim et de ses environs se méfient du miliî mûcadele (lutte nationale) menée par Mustafa Kemal. En effet, celui-ci met alors en avant la solidarité musulmane, de facto sunnite, avant de soumettre et d'incorporer l'aspect religieux au concept nationaliste. Des tribus alévies du Dersim et du Koçkiri (à la frontière occidentale du Dersim) déclenchent fin 1920 un soulèvement, préparé dès 1919, contre le nouveau pouvoir. Ce soulèvement est, chronologiquement, la première des révoltes kurdes des années 1920-1930. Il faut ici noter que, durant cette série de révoltes, les Kurdes alévis ne participent pas aux soulèvements des sunnites et les Kurdes sunnites pas à ceux des alévis, ce qui profite à leurs adversaires. La révolte des alévis kurdes de Dersim en 1938, qui clôt par ailleurs la période des révoltes des années 1920-1930, se termine par un massacre effroyable dans l'indifférence générale.
Dans les années 1970, l'antagonisme sunnite-alévi se retrouve attisé lorsque les radicaux de droite et de gauche choisissent ces communautés comme base de recrutement. Cette politique conduit à une démonisation réciproque (« sunnites fascistes » contre « alévis communistes »). Une série de heurts sunnites-alévis, ou plutôt de pogroms dont les alévis sont victimes, font beaucoup pour éveiller une conscience alévie commune. Dans les régions où ces heurts se produisent, le clivage devient religieux et non plus ethnique: on va trouver des Kurdes et des Turcs dans chaque camp. On assiste même à des situations surprenantes, qui voient des Kurdes sunnites soutenir le Parti d'action nationaliste, pourtant férocement anti-kurde, tandis que de jeunes alévis turcophones vont se déclarer kurdes.
Les années 1980 voient alors une véritable renaissance de l'alévisme, qui tend à s'affirmer comme une identité à part entière. Face à un régime turc qui, à la suite du coup d'État militaire du 12 septembre 1980, promeut l'idée d'une synthèse turco-islamique, les alévis réagissent en s'organisant, d'abord dans la diaspora, puis dans les métropoles turques et ensuite dans leurs régions d'origine. Pour la première fois, de grandes cérémonies religieuses alévies se tiennent en public. Des associations alévies sont fondées et attirent de nombreux jeunes. Beaucoup d'organisations de gauche étaient déjà dans leur composition entièrement alévies. Certaines d'entre elles vont commencer à penser l'alévisme comme une sorte de nation.
À la fin des années 1980, le gouvernement turc commence à faire des gestes de conciliation en direction des alévis, et accepte une certaine reconnaissance formelle de l'alévisme ; l'effort est transparent pour éviter que l'État ne s'aliène la communauté, et que le mouvement national kurde en pleine expansion, mené par le PKK, n'élargisse son emprise sur les alévis kurdes. En fait, la seule région où le PKK rencontre de grandes difficultés à s'établir, et où il a toujours éprouvé la concurrence d'autres mouvements politiques radicaux est le Dersim, la province des alévis par excellence. En effet, depuis au moins les années 1970, le Dersim penche davantage vers le radicalisme de gauche que vers le nationalisme kurde. Le PKK qui, initialement, était anti-religieux de façon militante, adopte depuis le milieu des années 1980, une attitude conciliante à l'égard de l'islam sunnite, pour accroitre son soutien populaire dans les régions sunnites. Mais ce changement, malgré son caractère tactique, affaiblit sa popularité parmi les Kurdes alévis, et a peut-être renforcé ce particularisme alévi. Pour le PKK, la renaissance alévie est entièrement manipulée par l'État pour semer la division parmi les Kurdes. Ainsi, chez les Kurdes alévis, l'accent mis sur l'alévisme en tant qu'identité première, avec une conscience croissante des dimensions religieuses de cette identité, peut être comprise dans une large mesure comme une réaction à la fois contre le fondamentalisme sunnite et contre le nationalisme kurde.

## Structures organisationnelles
Le PKK possède une branche militaire active au Moyen-Orient et une branche politique dont les activités se déploient du Moyen-Orient à l’Europe, en passant par l’univers carcéral turc. Surtout, l’élargissement des mobilisations a conduit à une complexification des modes d’adhésion à la cause, sous la forme de cercles concentriques allant du centre à la périphérie. Ainsi, seuls les guérilleros et les militants politiques sont membres (clandestins) de l’organisation et engagés à temps plein dans le parti : ils ne représentent que quelques milliers de personnes au Moyen-Orient et en Europe. Les « supporters » peuvent quant-à-eux être divisés en deux catégories : les adhérents à des organisations pro-PKK légales (associations, partis politiques), qui participent souvent de manière très soutenue aux activités (parfois en étant également engagés à temps plein), et les sympathisants, qui ne se mobilisent que pour les manifestations ou les réunions organisées par les associations ou partis pro-PKK (souvent de manière assidue), ou ne soutiennent la cause que financièrement : les premiers forment une population de plusieurs dizaines de milliers de personnes, tandis que les seconds se comptent par centaines de milliers.

### Structures humaines
Pour comprendre les différents statuts au sein du PKK et dans ses nombreuses organisations périphériques, il faut tout d'abord opérer une distinction fondamentale. Il y a d'une part les militants politiques proprement dit du PKK et ou de ses organisations sœurs (PYD, PJAK, PÇDK), qui sont des « révolutionnaires » professionnels travaillant à temps plein pour le parti. D'autre part, il y a la masse de leurs sympathisants actifs (adhérents ou sympathisants d’associations pro-PKK en Europe ou au Moyen-Orient, membres ou sympathisants des partis prokurdes légaux en Turquie, les miliciens pro-PKK au Moyen-Orient). Seuls les militants professionnels de la première catégorie sont soumis à la discipline du mode de vie particulier du PKK. Ceux-ci ne représentent sans doute que quelques milliers de personnes : la branche armée du PKK (les HPG) comprend probablement entre 5 000 et 10 000 combattants, les cadres professionnels en Europe, eux ne sont que quelques centaines. Les sympathisants actifs, qui représentent la deuxième catégorie, se comptent en revanche par centaines de milliers en Europe et au Moyen-Orient. Un cas à part est celui des forces armées du PYD et des HSD (Forces démocratiques syriennes) en Syrie, qui comptent plus de 60 000 combattants, en raison de leur expansion territoriale (elles comprennent d’ailleurs aujourd’hui environ 70 % d’Arabes) et de la lutte contre l’État islamique.

### Territorialisation

#### Au Kurdistan
Les organisations du PKK sont structurées suivant des subdivisions géographiques. Les structures, en ordre de taille décroissante, sont les zones (saha), les provinces (eyalet), les régions (bölge en turc ou herêm en kurde), les secteurs (alan). Le Kurdistan, considéré comme zone de guerre, est structuré en provinces qui portent les noms historiques du pays : Serhat (autour du Mont Ararat), Erzurum, Dersîm (Tunceli), Koçgiri (Sivas), Amed (Diyarbakir), Zagros (Yüksekova), Xakûrk (triangle montagneux où se rejoignent les frontières de la Turquie, de l'Iran et de l'Irak), Botan (Cizre, Hakkarî), Mardin, Ruha (Urfa), Garzan (Bitlis, Muş), Sud-Ouest (Güney Batı, c'est-à-dire Antep et Maras), Toros-Akdeniz (régions non kurdes de Turquie, en zone méditerranéenne), Behdinan (parfois appelée Barzan, au nord de l'Irak, dans les régions kurdes parlant le dialecte kurmancî), Soran (régions d'Irak parlant le dialecte soranî), Rojhilat (Kurdistan d'Iran). Les espaces de ces subdivisions ont parfois varié au cours des années, mais elles restent de manière générale les mêmes,.

#### En Europe
En Europe, les structures du PKK (et du KCK) suivent les mêmes principes (zones - provinces - régions - secteurs), à la différence que celles-ci n'obéissent pas à la géographie mais à l'importance de la diaspora kurde. Ainsi, l'Europe constitue une zone (saha). L'Allemagne, où la diaspora est nombreuse, a été divisée en trois puis en quatre provinces, la France deux, la Suisse une, mais le Benelux et l'ensemble des pays scandinaves n'en forment qu'une seule chacun.

## Actions
Selon le gouvernement turc, le PKK mène des actions et attentats contre les autorités et les intérêts touristiques turcs (attentats à la bombe en ville, enlèvements dans les stations balnéaires et centres commerciaux). Le gouvernement et les médias turcs attribuent régulièrement au PKK des attentats non revendiqués ayant fait des victimes civiles en Turquie.
Le PKK quant à lui dément toujours ces attentats et accuse les forces de contre-guérilla, ou l'organisation Ergenekon, mouvement présenté par certains comme la version turque du réseau stay-behind et dont plusieurs membres — généraux de l'armée turque et politiciens — ont été arrêtés durant l'été 2008.
Le PKK agit également comme groupe de guérilla aux côtés d'autres groupes armés kurdes, parfois clandestins et terroristes comme le Parti de la liberté du Kurdistan, mais aussi avec des forces régulières et officielles comme les peshmergas du gouvernement régional du Kurdistan irakien - au cours de la Guerre civile syrienne et de la seconde guerre civile irakienne [pas clair] [réf. nécessaire] .

## Bilans humains
Selon les sources turques, de 1978 à 1980, le PKK aurait assassiné 354 personnes et en aurait blessé 366 ; de 1987 à 2002, le PKK aurait assassiné 5 335 civils (dont 96 instituteurs) et en aurait blessé 10 714 ; 5 500 membres des forces de sécurité auraient été tués et 11 500 blessés ; 23 500 membres du PKK auraient été tués, 600 blessés et 3 500 arrêtés ; le PKK aurait entièrement détruit 114 écoles, en aurait endommagé 127, il aurait démoli six hôpitaux et cliniques, endommagé huit autres, et aurait attaqué, par des engins explosifs, diverses infrastructures de transport et de communication. Le choix d'attaquer des villages, à partir de 1987, ce qui aurait entraîné l'assassinat, par le PKK, d'au moins seize enfants et huit femmes, a provoqué, dès 1988, la rupture d'Hüseyin Yildirim, jusque-là porte-parole du PKK pour l'Europe (Hüseyin Yildirim nie avoir jamais exercé la moindre fonction au sein du PKK).
En 29 ans, le bilan humain du conflit entre l’État turc et le PKK est lourd :
- décès de plus de 45 000 personnes[198]
- meurtres non élucidés : entre 2 000 et 17 000[199]
- déplacement de 386 000 habitants dans 14 départements
- plus de 4 000 villages et hameaux détruits, dont 3 700 au cours de la seule période 1993-1996[72]
- lourd traumatisme dans la société turque[199].

## Soutiens et financement
Dès 1979, les responsables principaux du PKK quittent la Turquie à la veille du coup d'État militaire de 1980, et trouvent refuge à Damas. Le fondateur du PKK, Abdullah Öcalan, y restera jusqu'en 1998, date à laquelle il décide de gagner l'Europe et la Russie pour défendre le problème Kurde. Il resta plusieurs semaines à Rome et à Moscou. Ensuite il sera arrêté quelques mois plus tard au Kenya, avec la collaboration des services secrets israéliens de la CIA et des services secrets turcs (MIT).
Le PKK a reçu l’aide matérielle de l’URSS, de la Grèce et de la république grecque de Chypre,.
Pour ses actions hors du Kurdistan turc, le PKK a été en contact avec l'Armée secrète arménienne de libération de l'Arménie (Asala), un groupe armé surtout actif entre 1975 et 1983 pour obtenir la reconnaissance du génocide arménien. En mai 1990, lors de son deuxième congrès, le PKK décide de resserrer les liens avec Dev Sol. Les relations avec les Kurdes irakiens sont ambiguës : si des bases du PKK ont pu être installées dans le Nord de l'Irak au bénéfice d'une autonomie de fait depuis la Première guerre du Golfe (1991), les partis kurdes irakiens ont toujours cherché à garder leurs distances avec le PKK, sans doute pour éviter de devenir les cibles du feu turc. Cette réserve relative de l'UPK et du PDK n'a cependant pas empêché l'armée turque d'envisager sérieusement d'envahir le Nord de l'Irak sous couvert de l'opération américaine en 2003 et en 2007, initiative qui n'a été stoppée qu'au dernier moment par Washington. Depuis, certaines informations indiquent qu'Ankara soutient en sous-main les activités de déstabilisation autour de la minorité turcomane vivant au Kurdistan irakien[réf. nécessaire].
De 1979 à 1998, l'état-major du PKK est basé en Syrie. Alors que les autres organisations kurdes sont réprimées, le PKK collabore avec le régime de Hafez el-Assad qui autorise le recrutement de Kurdes syriens, à condition que ces derniers ne soient pas actifs en Syrie même. Entre 7 000 et 10 000 Kurdes syriens auraient été tués dans les combats contre l'armée turque. En septembre 1998, Süleyman Demirel, alors président de la république de Turquie, met la Syrie en demeure d’expulser le PKK de ses camps d’entraînement, faute de quoi l’armée turque ira chercher elle-même les terroristes sur le territoire syrien. Face aux pressions, le PKK est contraint de quitter la Syrie en octobre, Öcalan est expulsé et des centaines de combattants sont arrêtés,.
Ses sources de financement sont les collectes, médias, activités culturelles[réf. nécessaire].

### Trafic de drogues
L'administration américaine accuse le PKK de se livrer au trafic de stupéfiants, et au racket.
Pendant une vingtaine d'années[Quand ?], Abdullah Baybasin (en), qui contrôla jusqu'à 90 % du trafic d'héroïne au Royaume-Uni et fut condamné pour ce motif à 22 ans de prison, et son aîné Huseyin Babasin, condamné à perpétuité par la justice néerlandaise, auraient financé, selon le journaliste britannique Jason Bennetto, le PKK, pourtant leur rival, jusqu'en 2002. Un rapport de l'ONU publié en 2010 accuse le PKK de « taxer » le trafic d'héroïne transitant via la Turquie et d'en retirer entre 50 et 100 millions de dollars par an, arguant que « l'implication du PKK dans le trafic de drogue est aussi démontrée par l'arrestation de plusieurs de ses membres, en 2008, sous l'accusation de trafic d'héroïne ». Une plainte déposée à New York par l'Union européenne contre plusieurs grandes compagnies cigarettières américaines accuse le PKK d'avoir participé au trafic organisé par ces sociétés, jusqu'en 2002.
La part que représente le narcotrafic dans les sources de financement des activités du PKK ne fait pas l'objet d'un consensus. En 1995, Béatrice Fournier-Mickiewicz, spécialiste des mouvements de guérilla, considère que dans le cas du PKK, « [les] profits tirés du commerce de drogue pour financer leurs activités militaires [sont] sans doute peu importants ». Cependant, de 1996 à 1998, s'appuyant sur des opérations de police et condamnations prononcées par des tribunaux, notamment allemands et britanniques, le juriste criminologue François Haut, directeur de recherches à l'université de Paris-II, décrit le PKK comme « un mouvement terroriste des plus violents, fondé sur des bases purement criminelles du narcotrafic et de la distribution de drogue en Europe »,,.
Cependant, la taxation ou les implications dans le trafic de drogue dans le cadre du conflit kurde ne sont pas l'apanage du seul PKK. En effet, de nombreux officiels, militaires, politiques ou policiers turques ont profité de leur situation pour participer au trafic.[réf. nécessaire]

### Extorsion de fonds
En février 2012, quatre personnes sont mises en examen en France à la suite de plaintes pour extorsion de fonds censés servir au financement du PKK[Passage à actualiser].
En 2013, 10 autres personnes sont jugées pour les mêmes faits. Ce jugement intervient à la suite de plaintes déposées par deux hommes d'origine kurde qui avaient été menacés physiquement, dont l'un dans les locaux de la Maison du Peuple Kurde de Marseille, car ils refusaient de payer la « Kampanya » ou « Impôt révolutionnaire ».
À la suite de cette affaire, la Cour d'appel de Paris a prononcé la dissolution de la Maison du Peuple Kurde de Marseille.

## Répression à travers le monde

### Classement comme organisation terroriste
La Turquie le considère comme un mouvement terroriste.
L'organisation est placée sur la liste officielle des organisations terroristes du Canada, des États-Unis (depuis août 1997), de l'Union européenne, de l'Australie, de la Turquie, de la Nouvelle-Zélande et du Royaume-Uni. Le 3 avril 2008, le Tribunal de première instance des Communautés européennes a annulé une décision du Conseil de l'Union européenne de 2002 d'inscrire le PKK sur sa liste d'organisations terroristes, estimant que le Conseil n’avait pas suffisamment motivé sa décision,, mais le 15 juillet 2008, le Conseil des ministres de l'Union Européenne réintègre le PKK dans la liste des entités qu'il considère comme terroristes et adopte des mesures restrictives.
Il est également considéré comme terroriste par le gouvernement kirghize (depuis le 11 juin 2008)[source insuffisante].
Le 30 mai 2008, le président américain George W. Bush, en vertu d'une loi contre le trafic de drogue international, impose au PKK des sanctions financières.

#### Refus de désigner le PKK comme groupe terroriste
La Russie a longtemps ignoré la pression turque pour interdire le PKK, et le gouvernement suisse a également rejeté les demandes turques de mettre le PKK sur la liste noire,. La Suisse n'a pas de liste d'organisations terroristes, mais elle a pris ses propres mesures pour surveiller et restreindre les activités du groupe en Suisse, notamment en interdisant la collecte de fonds pour le groupe en novembre 2008,. En mars 2019, un tribunal belge juge que le PKK ne doit pas être considéré comme une organisation terroriste, mais le gouvernement belge annonce que la décision n'affectera pas la désignation actuelle du PKK comme organisation terroriste.

### Soutien technico-militaire israélien
La Turquie est le premier pays musulman à avoir reconnu Israël, et cela depuis le 28 mars 1949. La formation du « pacte périphérique » entre la Turquie, Israël, l’Iran et l’Éthiopie en 1958 approfondit les relations entre les deux États. Encouragé par les États-Unis, ce pacte avait pour objectif d’équilibrer au Moyen-Orient l’influence arabe et soviétique,.
Le 23 février 1996, les deux États concluent un accord cadre de coopération militaire qui se solde par la signature de multiples contrats, dont un accord de libre-échange signé le 23 décembre de la même année. Le texte de l’accord de coopération militaire n’a jamais été rendu public. Cependant, il est notable que la Turquie a cependant largement bénéficié des services du renseignement israéliens, particulièrement dans les années 1996-1999, lorsque les satellites espions Ofeq-5 ont recueilli des informations sur les bases du PKK en Syrie, ainsi que sur les sites possibles de déploiement de missiles S-300 sur le territoire chypriote. Il est aussi établi que le Mossad et la CIA ont orchestré ensemble l’enlèvement d’Abdullah Ocalan à Nairobi et son retour en Turquie. L'industrie israélienne de l'armement participe de son côté depuis longtemps à la modernisation des avions de combat et des chars turcs. Plusieurs responsables militaires turcs ont considéré l’achat d’armes israéliennes comme un moyen de contourner les embargos américain et européen,.
En mars 2005, la Turquie achète à ce pays dix drones d'observation, de type Heron, pour un total de 150 millions d'euros. Interpellé à ce sujet par des journalistes à la suite de l'incident du 31 mai 2010, où neuf citoyens turcs ont été tués par l'armée israélienne sur le bateau Mavi-Marmara en route pour Gaza, le général Ilker Basbug, chef d'état-major, reconnaît l'achat et l'emploi par l'armée turque de drones israéliens dans ses opérations contre le PKK.

### Soutien technico-militaire américain
Depuis 2007, les États-Unis mènent régulièrement, avec des drones, des missions d'observation et d'espionnage des activités des unités du PKK, en particulier dans les régions frontalières entre la Turquie et l'Irak. Les informations collectées sont ensuite transmises à Ankara.

### En Europe

#### Suède
La Suède est l'un des premiers pays européens à interdire le PKK sur son sol en 1984, bien avant l'Allemagne et la France. L’interdiction de l’organisation est motivée par l'assassinat en Suède de deux dissidents du PKK. Après l'assassinat du Premier ministre Olof Palme par un inconnu le 28 février 1986, les enquêteurs s’orientent vers les pistes les plus diverses. Ils se tournent notamment vers le PKK, en raison de communiqués menaçants de la part de l'organisation à la suite de l'interdiction du PKK par le gouvernement suédois. Cette « piste kurde » n'aboutira pourtant à rien et, malgré l’arrestation de plusieurs suspects liés au PKK qui seront rapidement relâchés, elle est totalement abandonnée en 1989. Les enquêteurs suivront plusieurs autres pistes, mais l’assassinat ne sera jamais élucidé. Le décès naturel de plusieurs suspects, dont la culpabilité ne sera jamais prouvée, ne permettra pas non plus d’arriver à une conclusion définitive,,.
La théorie de la « piste kurde » est relancée à partir de novembre 1998, lorsqu‘Abdullah Öcalan arrive à Rome. Des enquêteurs de la police suédoise s'entretiennent avec lui, mais les résultats de cette démarche ne sont pas rendus publics. Cette théorie est à nouveau évoquée quelques mois plus tard, lors de la deuxième session du procès d'Abdullah Öcalan, le 1er juin 1999. Au cours de son interrogatoire, le président du PKK affirme que l'assassinat aurait été planifié par différents services secrets et qu’il aurait été exécuté par un groupe de dissidents du PKK, organisés sous le nom de PKK-Vejîn (« PKK-Renaissance »), un groupuscule dirigé par l’ex-femme d’Öcalan, Kesire Yıldırım, et Hüseyin Yıldırım, ancien responsable des « affaires étrangères » de l’organisation. Toutefois, cette version des faits ne pourra jamais être prouvée,. En avril 2001, une commission d’enquête de la police suédoise rend visite à Abdullah Öcalan sur l’île-prison d‘Imralı. La commission ne fera aucune déclaration publique après l'entrevue.
L'assassinat est finalement attribué par les enquêteurs à un militant conservateur suédois sans rapport avec la cause kurde.

#### Allemagne fédérale
Dès les années 1980, la police criminelle de la République fédérale allemande considère le PKK comme « une organisation dangereuse », impliquée, pour la seule année 1987, sur le sol de la RFA, dans « au moins un assassinat, deux tentatives d'assassinat, trois agressions et quatre autres infractions graves, comme le vol, le chantage, la coercition » ; l'équivalent de plusieurs centaines de milliers d'euros avaient alors été saisis. Le 13 février 1988 commence la série des « procès de Düsseldorf » : accusés de divers délits, des dizaines de cadres et de sympathisants de l’organisation sont arrêtés, jugés et emprisonnés. D'abord un simple sympathisant, Hasan Hayri Güler, qui est jugé, puis Ali Haydar Kaytan et Duran Kalkan, tous deux membres du Comité central du PKK, ainsi que Hüseyin Çelebi, responsable des activités diplomatiques en Allemagne. Duran Kalkan, Ali Haydar Kaytan et Hüseyin Çelebi sont condamnés à cinq ans de prison ferme. Ils sont libérés en 1994.
Le 26 novembre 1993, le PKK et ses structures périphériques sont interdites en Allemagne, pour « mise en danger de la sûreté intérieure ». Toutefois, l'interdiction aboutit à un renforcement de l'organisation, qui augmente le nombre de ses militants et de ses sympathisants, et crée une multitude de nouvelles associations.
Plusieurs membres du PKK sont condamnés en Allemagne en avril, juillet et août 2009 : Hüseyin Acar et Muzaffer Ayata à trois ans et demi de prison pour participation à une entreprise terroriste, et un autre à quatre ans de prison pour le même motif, aggravé par plusieurs incendies volontaires (dont un a provoqué la mort d'une personne).
Le 27 janvier 2011, la Cour européenne des droits de l'homme rejette, par une majorité de six voix contre une, la requête d'Aysel Aydin, condamnée en Allemagne à 1 200 euros d'amende pour avoir, lors du lancement d'une pétition réclamant le retrait du PKK de la liste des organisations terroristes établie par l'Allemagne et l'Union européenne, affirmé qu'elle continuerait à soutenir le PKK et l'avoir financé malgré son interdiction.
En février 2019, deux entreprises, accusées d'être des « paravents des activités financières du PKK », sont interdites sur l'ordre du ministre fédéral de l'Intérieur. Il s'agit de la maison d'édition Mezopotamien Verlag und Vertrieb GmbH et de la maison de production musicale MIR Multimedia GmbH. Les locaux des deux entreprises, situés en Rhénanie-du-Nord-Westphalie et en Basse-Saxe, sont perquisitionnés. Les matériaux et les biens sont saisis, en vertu de l’interdiction du PKK de 1993.

#### France
En 2009 et 2010, plusieurs membres et proches du PKK sont interpellés ou condamnés en France pour incendie volontaire, association de malfaiteurs et financement du terrorisme,,,,.
En février 2010, une opération conjointe des polices française, italienne, allemande, belge et néerlandaise démantèle un réseau de recrutement du PKK en Europe occidentale,.
Le 4 juin 2011, à Arnouville et à Évry, cinq personnes dont trois « cadres importants » du PKK, selon le ministère de l'Intérieur, sont interpellés à la suite de « plaintes pour extorsion de fonds qui devaient servir au financement d'activité terroristes menées par le PKK ». Il s'ensuit des affrontements entre la police et deux à trois cents membres de la communauté kurde française.
Dans la nuit du 9 au 10 janvier 2013, Sakine Cansiz, Fidan Doğan et Leyla Söylemez sont assassinées dans les locaux de la Fédération des associations Kurdes de France à Paris. Sakine Cansiz est une des fondatrices du PKK, présente au premier Congrès en 1978. Sur vingt fondateurs du PKK, cinq seulement sont encore en vie.
À compter de cette date, à deux exceptions près en 2019 et 2020, le PKK n'est plus inquiété malgré sa désignation comme organisation terroriste sur la liste européenne, et alors que le mouvement kurde est devenu depuis 2014 l'allié des occidentaux, en particulier avec les actions du PYD, branche sœur ou fille du PKK en Syrie, qui y lutte contre l'État islamique. En 2018, lors d'une visite du président turc Recep Tayyip Erdogan, Emmanuel Macron affirme que la France lutte contre le PKK, considéré comme terroriste, et cette position est rappelée en 2020 par Jean-Yves Le Drian, qui établit une nette distinction entre les Peshmergas ayant lutté contre Daesh en Irak ou les forces du commandant Mazloum intervenues dans le Nord-Est de la Syrie d'une part et le PKK. Les poursuites judiciaires reprennent en mai 2021, avec l'arrestation de 10 personnes, et la mise en examen de 9 d'entre elles pour « financement terroriste » et « extorsion en bande organisée en relation avec une entreprise terroriste ».

### En Turquie
Dès les années quatre-vingt, le gouvernement turc met en place une politique de lutte contre-insurrectionnelle inspirée des pratiques françaises et américaines lors des guerres d'Algérie et du Vietnam : installations de fortins dans tout le territoire kurde, opérations coups de poing et ratissage de zone par les unités spéciales (özel timler), enrôlement de supplétifs locaux (officiellement « protecteurs provisoires de villages »), mais aussi déplacements forcés de populations vers les centres urbains (plus de trois millions de personnes en dix ans), destruction totale de plusieurs villes kurdes, tentatives de contrôle de la natalité des femmes kurdes, assassinats extra-judiciaires et exécutions sommaires, arrestations abusives et enlèvements de civils suspectés de sympathie envers la cause kurde, recours systématique à la torture, guerre psychologique et intimidation de la presse turque, déforestation des zones susceptibles de servir de sanctuaire pour les guérilleros, etc. Le MIT a aussi créé de toutes pièces des mouvements concurrents d'inspiration nationaliste kurde ou islamiste (Türkiye Hizbullahı et Kürt Hizbullahı). Ces exactions n'ont été que partiellement documentées par les organisations de Droits de l'Homme en raison du black-out imposé par les autorités et de l'interdiction d'accès aux zones de guerre. Si cette stratégie a effectivement mené le PKK à réaliser l'impossibilité d'une victoire militaire, les conséquences sont aussi une exacerbation du clivage dans la société turque et une radicalisation d'une frange importante de la population kurde.
Même à l'heure de la lutte contre Daesh, le président Erdoğan a continué de rappeler que, pour lui, il n'existait aucune différence entre le PKK et l'État Islamique.

### Comité anti-PKK
En novembre 2008, les gouvernements irakien, turc et américain ont créé conjointement le comité « anti-PKK » afin de contrecarrer leurs activités supposées. La rencontre s'est déroulée à Bagdad en présence du ministre turc de l'Intérieur Beşir Atalay, du Premier ministre irakien Nouri al-Maliki et de l'ambassadeur des États-Unis à Bagdad, Ryan Crocker.
Le comité sera dirigé par le ministre d'État pour la sécurité nationale, Shirwan al-Waïli (en), en collaboration avec le ministre de l'Intérieur de la région autonome du Kurdistan, Karim Sinjari

## Principaux cadres et dirigeants
Les membres de l'organisation portent tous un nom de code (à l'exception de certains d'entre eux ayant passé une très longue période de détention). Ils ne sont en général connus que sous leur nom de code.

### Dirigeants en activité[270]
- Abdullah Öcalan, dit Apo (Oncle), Bașkan (président), Ali Firat (dans les premières années), Serok, Serok Apo, Parti Önderliği (direction du parti), Serokatî, Rêber (guide) (1949)
- Cemil Bayik, dit Cuma (1955), membre fondateur, dirigeant du KCK
- Murat Karayilan, dit Cemal (1954), dirigeant du KCK
- Duran Kalkan, dit Abbas (1954), membre fondateur, dirigeant du KCK
- Mustafa Karasu (1950), dirigeant du KCK
- Hülya Oran, dite Besê Hozat (1978), dirigeante du KCK
- Nuriye Kesbir, dite Sozdar Avesta (1961), dirigeante du KCK
- Fehman Hüseyin, dit Bahoz Erdal (1969), commandant général des HPG (Forces de défense du peuple) de 2004 à 2009
- Sabri Ok (1958)
- Ferhat Abdi Șahin (1967), dit Șahin Cîlo, Mazlum Abdî ou Mazlum Kobanê, responsable des activités de l'organisation en Syrie
- Engin Karaaslan, dit Haydar (1958)
- Fethi Şarlatan, dit Sabri Başkale (1971)
- Elif Yildirim (1964)
- Ali Haydar Kaytan, dit Fuat (1952), membre fondateur, dirigeant du KCK
- Süleyman Şahin (1970)
- Muzaffer Ayata (1956), emprisonné en 1980, libéré en 2000
- Mehmet Tören, dit Bozan Tekin (1962), dirigeant du KCK
- Adem Uzun (1967)
- Layika Gültekin dite Beritan Dersim (1974)
- Hülya Eroğlu, dite Delal Amed (1974)
- Ayfer Kordu, dite Besê Erzincan (1968), dirigeante du KCK
- Rıza Altun (1956), dirigeant du KCK

### Dirigeants et cadres décédés (sélection)
- Haki Karer (1950-1977), membre fondateur d'origine turque, assassiné à Gaziantep par Stêrka sor (extrême gauche maoïste)
- Halil Çavgun (1954-1978), tué dans un combat à Hilvan
- Mazlum Doğan (1955-1982), membre fondateur, lance la résistance dans la prison de Diyarbakir
- Ali Çiçek (?-1982), décède au cours d'une grève de la faim dans la prison de Diyarbakir
- Ferhat Kurtay (1949-1982), membre fondateur, membre du Comité central, s'immole par le feu dans la prison de Diyarbakir dans la nuit du 17 au 18 mai 1982
- Kemal Pir (1952-1982), membre fondateur d'origine turque, décède au cours d'une grève de la faim dans la prison de Diyarbakir
- Mehmet Hayri Durmuș (1955-1982), membre fondateur, s'immole par le feu dans la prison de Diyarbakir dans la nuit du 17 au 18 mai 1982
- Mehmet Karasungur (1947-1983), membre fondateur, assassiné par le Parti communiste irakien dans la région des Monts Qandil
- Mahsum Korkmaz, dit Agit (1956-1986), membre du Comité central, commandant des premières unités militaires
- Gülnaz Karataş. dite Berîtan (1971-1992), se jette du haut d'une falaise dans la région de Xakûrkê pour ne pas se rendre aux forces du PDK
- Zeynep Kınacı, dite Zîlan (1972-1996), accompli une action-suicide à Dêrsim
- Engîn Sîncer, dit Erdal (1969-2003), commandant militaire mort dans des conditions mystérieuses dans les Monts Qandil
- Sakine Cansiz, dite Sara (1958-2013), membre fondatrice, assassinée à Paris
- İsmail Özden, dit Zeki (1952-2018), tué lors d'un bombardement
- İsmail Nazlıkul, dit Kasım Engin (1966-2020), tué lors d'un bombardement

### Dirigeants ayant quitté l'organisation
- Şahin Dönmez (?-1990), membre fondateur, arrêté en 1979, devenu repenti en prison, libéré, exécuté à Istanbul[271]
- Mehmet Şener, dit Ahmet (1958-1991), membre fondateur, emprisonné en 1980, libéré en 1980, devient un opposant à la ligne d'Abdullah Öcalan, assassiné à Qamichli.
- Kesire Yıldırım, dite Fatma (1951), épouse d'Öcalan, quitte l'organisation en 1988 alors qu'elle est en fonction en Europe
- Çetin Güngör, dit Semir (1957-1985), opposant à la ligne d'Abdullah Öcalan, devient coordinateur des activités en Europe en 1983 avant d'être exclu de l'organisation, assassiné à Stockholm[272]
- Selim Çürükkaya (1954), membre fondateur, emprisonné en 1982, libéré en 1991, devient un opposant à Abdullah Öcalan, se réfugie en Allemagne
- Şemdin Sakık, dit Parmaksız Zeki (1959), commandant militaire, qualifié par Öcalan de « bandit », mis aux arrêts en 1998, évadé se rend au PDK qui le livre à la Turquie
- Ali Ömürcan, dit Terzi Cemal (? - 1993), commandant militaire, qualifié par Öcalan de « bandit », exécuté sur son ordre
- Sait Çürükkaya, dit Doktor Süleyman (1968-2016), frère de Selim Çürükkaya, engagement en 1990, commandant militaire, quitte l'organisation après le 7e Congrès (2000), se réfugie en Allemagne ; en 2014 s'engage comme officier dans les rangs du PDK pour combattre l'État islamique, tué au combat en 2016[273]
- Osman Öcalan, dit Ferhat (1958), frère d'Abdullah, dirigeant de la fraction des « réformistes » en 2003-2004, déserte puis fonde un éphémère Parti des patriotes démocrates du Kurdistan (PWDK) à Suleymanye[274]
- Faysal Dünlayacı, dit Kanî Yilmaz (1950-2006), dirigeant de la fraction des « réformistes » en 2003-2004, déserte, assassiné dans la ville de Suleymanye
- Nizamettin Tas, dit Botan (1961), dirigeant de la fraction des « réformistes » en 2003-2004, déserte
- Shahnaz Altun, dite Sakine Batman (1969), dirigeante de la fraction des « réformistes » en 2003-2004, déserte
- Sabri Cigerli et Didier Le Saout, Ocalan et le PKK : les mutations de la question kurde en Turquie et au Moyen-Orient, Paris, Maisonneuve et Larose, 2005, 422 p. (ISBN 978-2-7068-1885-1).